# جائحة فيروس كورونا في فلسطين

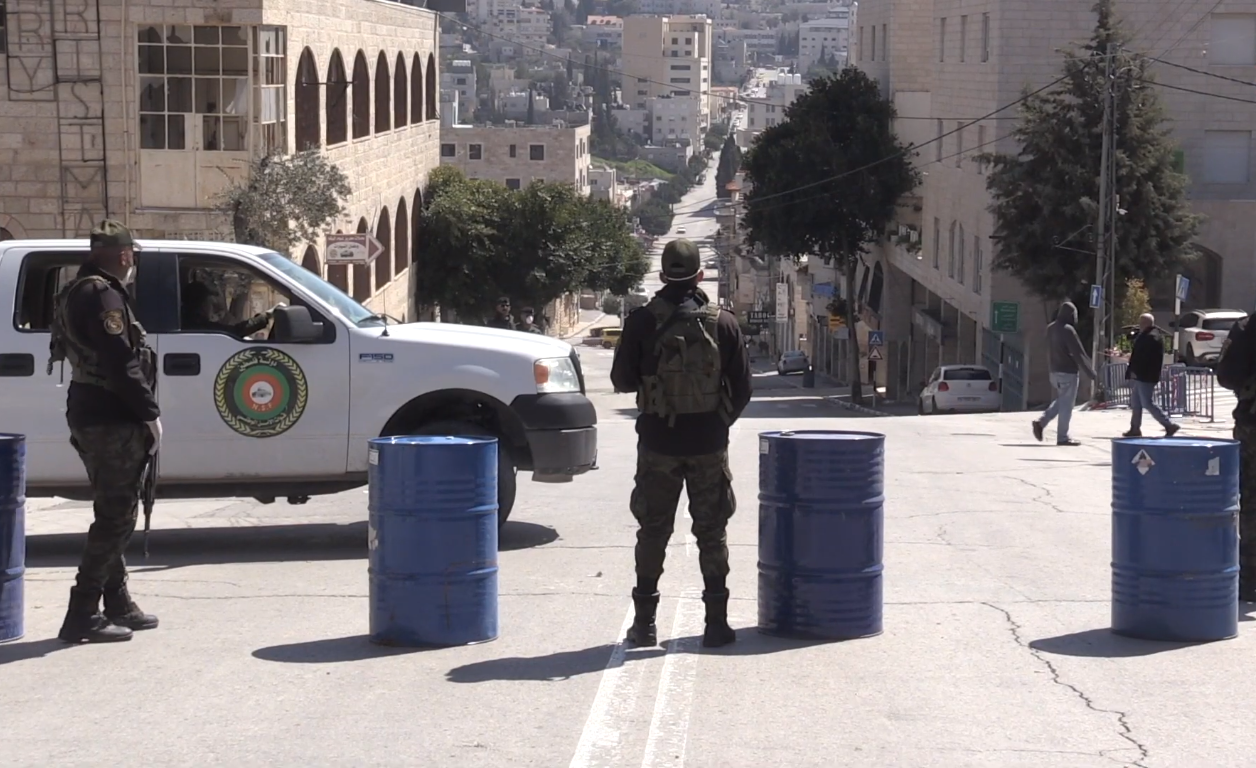
حاجز للأمن الوطني الفلسطيني في بيت لحم تطبيقًا لإجراءات الإغلاق إثر جائحة كوفيد-19 (2020).

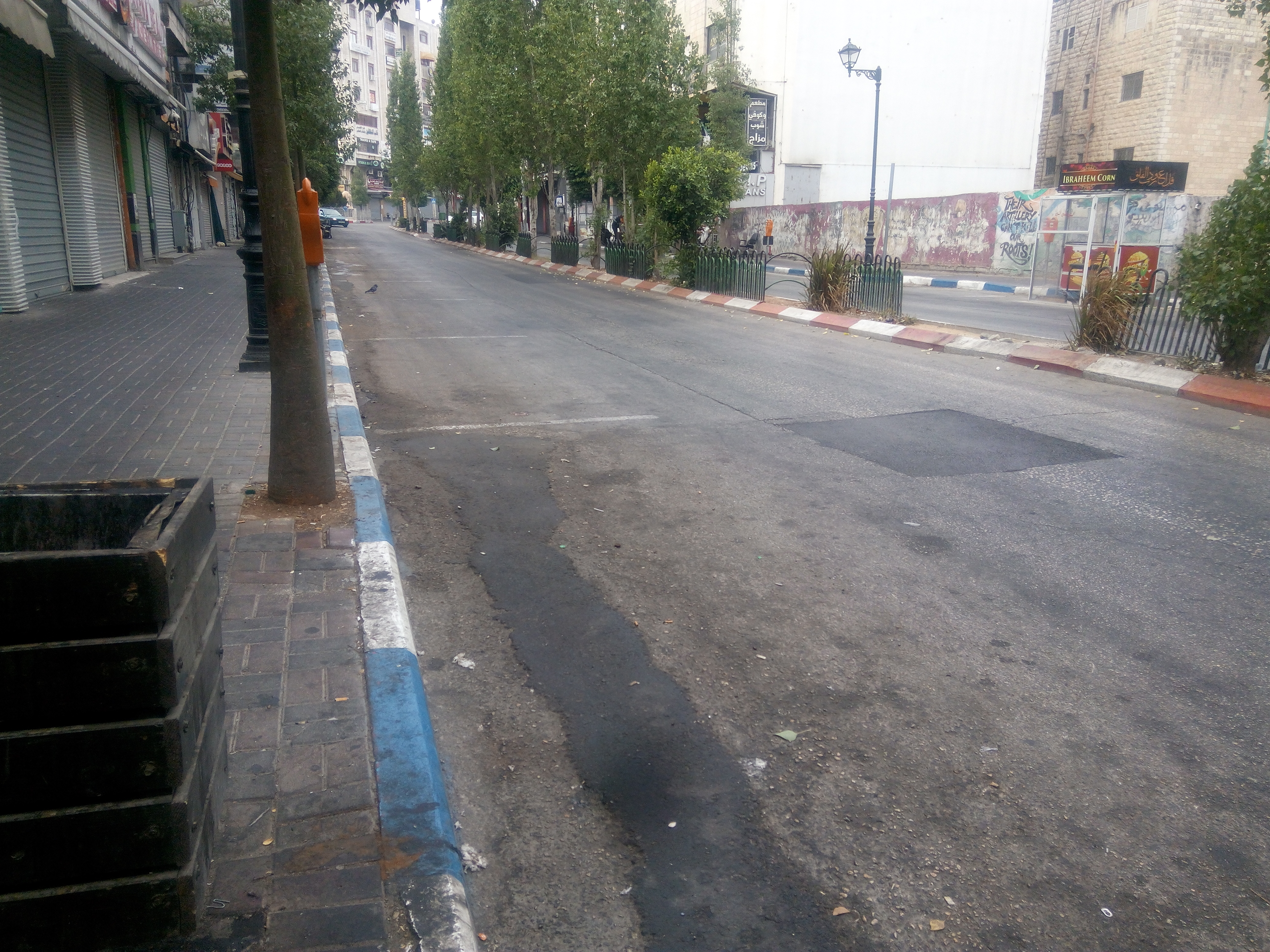
شوارع محافظة رام الله والبيرة خالية ضمن إجراءات الإغلاق إثر جائحة كوفيد-19 (2020).

تأكد انتشار فيروس كورونا 2019–20 والذي يحدثُ بسبب فيروس كورونا المرتبط بالمتلازمة التنفسية الحادة الشديدة النوع 2 إلى دولة فلسطين في 5 مارس 2020. صرحت وزارة الصحة الفلسطينية أنَّ الحالات اكتشفت لأول مرة في فندقٍ في بيت لحم، حيث كانت مجموعة من السياح اليونانيين قد زارت الفندق في أواخر فبراير، وفيما بعد شُخّص اثنين منهم بالإصابة بالفيروس.
أما على مستوى قطاع غزة، فقد شُخصت أول حالةٍ في غزة بتاريخ 21 مارس، ويوجد حتى 4 يوليو 2020 حوالي 11 حالة نشطة وحالة وفاة واحدة. تُعد مدينة الخليل مركزًا للوباء، حيث توجد 3,773 حالة نشطة حتى 8 يوليو 2020، و15 حالة وفاة.

## خلفية
في 12 يناير 2020، أكدت منظمة الصحة العالمية عن ظهور فيروس كورونا المستجد كسبب للمرض التنفسي الذي أصاب مجموعة من الأشخاص في مدينة ووهان، مقاطعة خوبي، الصين، إذ أُبلغ عنهم إلى منظمة الصحة العالمية في 31 ديسمبر 2019. كانت نسبة الوفيات بين الحالات المُشخصة بكوفيد-19 أقل بكثير من جائحة فيروس سارس في عام 2003، لكن انتقال العدوى كان أكبر، والوفيات أيضًا.

## الخط الزمني

### ما قبل الجائحة
- في 22 فبراير 2020: أغلقت وزارة الداخلية الفلسطينية مطاعم عِدة في مدن فلسطينية نتيجة زيارتها بواسطة وفد كوري تبين إصابة بعض أعضائه بمرض فيروس كورونا 2019.[9]
- في 1 مارس 2020، هتفت أم فلسطينية مع ابنتها «كورونا، كورونا» تجاه امرأتين يابانيتين كانتا في رام الله لأداء مهمة مساعدة غير حكومية. هاجمت الأم وشدّت شعر إحدى المرأتين اليابانيتين التي حاولت تسجيل الحادثة. في وقت لاحق من ذلك اليوم، ألقت الشرطة الفلسطينية القبض على المرأة الفلسطينية، ودعت محافظ محافظة رام الله والبيرة ليلى غنام المرأتين اليابانيتين لشكرهما على جهود الإغاثة التي بذلتاها.[10][11][12][13]

### مارس
| إظهار المحتوى |
| --- |

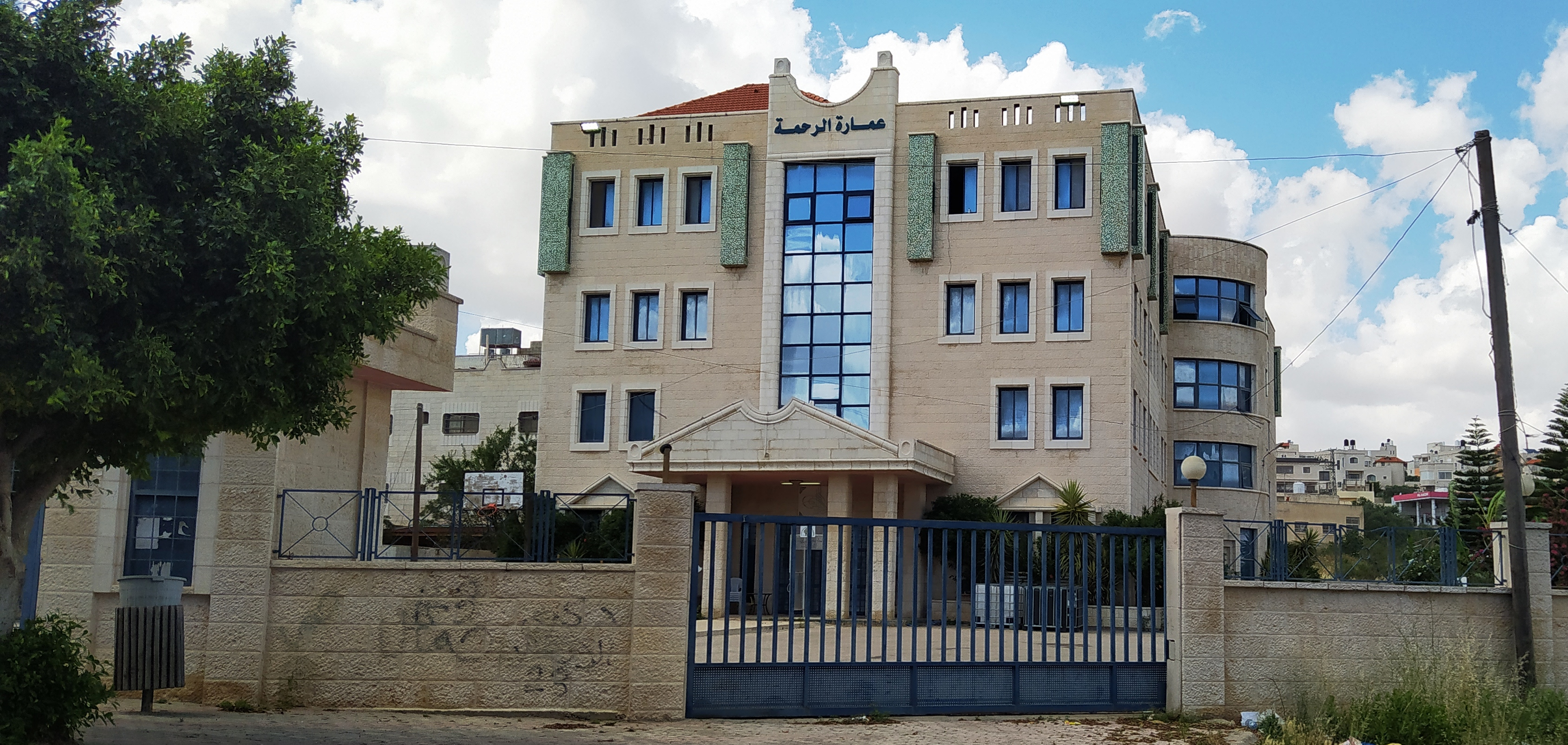
مبنى الحجر الصحي في محافظة سلفيت

| - في 5 مارس 2020، أكدت وزارة الصحة الفلسطينية تسجيلها سبع حالات مُصابة بمرض فيروس كورونا 2019 في أحد فنادق مدينة بيت جالا بمحافظة بيت لحم بعد مخالطتهم سياح من اليونان. - في 6 مارس 2020، أعلنت وزارة الصحة تسجيلها تسع إصابات جديدة، ليرتفع عدد المصابين بمرض فيروس كورونا 2019 إلى 16 مصابًا وجميعها في محافظة بيت لحم. - في 7 مارس 2020، أعلن المتحدث باسم حكومة محمد اشتية إبراهيم ملحم أن وزارة الصحة الفلسطينية أفادت بتسجيلها ثلاث إصابات جديدة، ليرتفع عدد المصابين بمرض فيروس كورونا 2019 إلى 19 مصابًا وجميعها في محافظة بيت لحم. - في 9 مارس 2020، أعلنت وزارة الصحة تسجيلها ست إصابات جديدة، ليرتفع عدد المصابين بمرض فيروس كورونا 2019 إلى 25 إصابة، 24 منها في محافظة بيت لحم وواحدة في محافظة طولكرم. - في 13 مارس 2020، أكدت وزارة الصحة وجود 35 حالة مصابة بمرض فيروس كورونا 2019، 34 حالة منها في محافظة بيت لحم. - في 14 مارس 2020، أعلنت وزارة الصحة عن اكتشاف 3 حالات جديدة، ليصبح المجموع 38 حالة. - في 15 مارس 2020، أعلن رئيس وزراء دولة فلسطين محمد اشتية عن ظهور بوادر تعافي لـ 15 حالة مُصابة بفيروس كورونا للشفاء في بيت لحم. - في 16 مارس 2020، ذكر الناطق باسم الحكومة الفلسطينية إبراهيم ملحم، أن علامات التعافي بدأت تظهر اليوم على الرضيعة ميلا البالغة من العمر عامين، وأصغر مُصابة بمرض فيروس كورونا في فلسطين. ارتفع عدد الإصابات في دولة فلسطين إلى 39، بعد تأكيد إصابة مواطن في طولكرم بعد عودته من بولندا. - في 17 مارس 2020، ارتفع عدد الإصابات في دولة فلسطين إلى 44 بعد تأكيد إصابة مواطنين عائدين من ألمانيا والأردن، بالإضافة إلى تأكيد إصابة 3 مواطنين في بيت ساحور نتيجة مخالطتهم أشخاصًا مصابين. - في 19 مارس 2020، ارتفع عدد الإصابات في دولة فلسطين إلى 47 حالة وفق الناطق باسم الحكومة الفلسطينية إبراهيم ملحم بعد تأكيد إصابة طالبتين جامعيتين من القدس ورام الله قادمتين من فرنسا، إضافة إلى آخر من نابلس. - في 20 مارس 2020، أعلنت وزيرة الصحة الفلسطينية مي كيلة عن شفاء 17 حالة كانت قد أُصيبت بمرض فيروس كورونا 2019 في 5 و 6 مارس 2020. كما أعلنت عن تسجيل الوزارة حالة جديدة قادمة من باكستان وهي من بلدة قراوة بني حسان في محافظة سلفيت. - في 21 مارس 2020، أعلن المتحدث باسم حكومة محمد اشتية تسجيل وزارة الصحة 4 حالات جديدة بعد عودتهم من الخارج وهم من محافظة رام الله والبيرة، بالإضافة إلى إصابة طبيب فلسطيني يعمل في مستشفى هداسا عين كارم الإسرائيلي وهو من محافظة الخليل. - في 22 مارس 2020، سُجلت أول حالتين مُصابتين بمرض فيروس كورونا في محافظات قطاع غزة لمواطنين قادمين من باكستان عبر معبر رفح. بالإضافة إلى تسجيل 3 حالات في محافظة رام الله والبيرة وحالة في مخيم قلنديا بمحافظة القدس وكلها ناتجة عن المخالطة لمصابين. - في 24 مارس 2020، ارتفع عدد إصابات مرض فيروس كورونا 2019 في دولة فلسطين إلى 60 بعد تسجيل وزارة الصحة إصابة سيدة قادمة من الولايات المتحدة. - في 25 مارس 2020: - سجلت وزارة الصحة الفلسطينية إصابتان جديدتان أحدهما في محافظة رام الله والبيرة وناتجة عن مخالطة مُصاب، والأخيرة سيدة ستينية في بلدة بدو بمحافظة القدس، لاحقًا أعلن الناطق باسم الحكومة وفاتها نتيجة إصابتها بمرض فيروس كورونا، كما اكتشف عن إصابة اثنان من عائلتها. - أكدت وزارة الصحة الفلسطينية إصابة 7 من رجال الأمن في قطاع غزة نتيجة مخالطتهم مُصابين سابقين. - في 26 مارس 2020: سجلت وزارة الصحة الفلسطينية 13 حالة جديدة في بلدة بدو شمال غرب محافظة القدس. كما ذكر الناطق باسم الحكومة، فرض الحجر الصحي على 32 كادرًا طبيًا من مجمع فلسطين الطبي نتيجة مخالطتهم أحد المصابين بمرض فيروس كورونا دون معرفتهم. - في 27 مارس 2020 - ارتفع عدد إصابات مرض فيروس كورونا 2019 في دولة فلسطين إلى 91 بعد تسجيل وزارة الصحة 7 حالات جديدة منها 5 حالات في بلدة بدو نتيجة مخالطتهم لمُصاب، وإصابتين في بلدة أرطاس جنوب بيت لحم لعامل وأحد أفراد أسرته. - ارتفع عدد حالات الشفاء في دولة فلسطين إلى 18 حالة، بعد شفاء الحالة في محافظة الخليل. - في 28 مارس 2020: ارتفع عدد إصابات مرض فيروس كورونا 2019 في دولة فلسطين إلى 98 بعد تسجيل وزارة الصحة 7 حالات جديدة منها 4 حالات لمخالطين في بلدة أرطاس بمحافظة بيت لحم، وحالتين في قرية القبيبة وحالة في بلدة حزما بمحافظة القدس. - في 29 مارس 2020: - أعلن الناطق باسم الحكومة إبراهيم ملحم تسجيل 6 إصابات جديدة في بلدة قطنة بمحافظة القدس، وأعلن رئيس الوزراء محمد اشتية تسجيل إصابتين جديدتين في مدينة الخليل، كما أشار إلى أن تقديرات الحكومة تفيد بوجود 12 حالة في مدينة القدس يتلقون العلاج في المستشفيات الإسرائيلية. - أعلن الناطق باسم الحكومة ارتفاع عدد إصابات مرض فيروس كورونا 2019 في دولة فلسطين إلى 108 بعد تسجيل وزارة الصحة إصابتين جديدتين في مدينة الخليل، كما سجلت الوزارة بوادر شفاء حالتين في محافظة بيت لحم. - في 30 مارس 2020 - أعلن الناطق باسم وزارة الداخلية الفلسطينية غسان نمر ارتفاع عدد إصابات مرض فيروس كورونا 2019 في دولة فلسطين إلى 115 بعد تسجيل وزارة الصحة 7 إصابات جديدة لمخالطين في بلدة قطنة بمحافظة القدس. - سجلت وزارة الصحة إصابة جديدة في قطاع غزة، وهو من بين المحجورين في القطاع - في 31 مارس 2020 - قال الناطق باسم الحكومة أن وزارة الصحة سجلت إصابة جديدة في محافظة رام الله والبيرة. وهو عامل كان يعمل في الداخل الفلسطيني المحتل. - ارتفعت عدد الإصابات إلى 119 إصابة، بعد أن سجلت وزارة الصحة الفلسطينية إصابتين في قطاع غزة، وهم من المحجورين والعائدين إلى القطاع عبر معبر رفح. - الناطق باسم الحكومة، إبراهيم ملحم: تسجيل "3" إصابات جديدة بفيروس كورونا بينها طفلان في بدو وسعير يرفع حصيلة الإصابات إلى "237". |

### أبريل
| إظهار المحتوى |
| --- |
| * في 1 أبريل 2020، ارتفع عدد إصابات مرض فيروس كورونا 2019 في دولة فلسطين إلى 134 بعد تسجيل وزارة الصحة 15 إصابة جديدة منها 6 إصابات في محافظة رام الله والبيرة، و9 إصابات في محافظة القدس، كما صرح الناطق باسم الحكومة إبراهيم ملحم أن جميع هذه الإصابات هي لعاملين في مصنع دجاج في عطروت بالقدس. - في 2 أبريل 2020: - سجلت وزارة الصحة الفلسطينية 21 إصابة جديدة غالبيتها لعمال داخل أراضي الـ1948 ومخالطين لهم، ليرتفع عدد الإصابات إلى 155، وكانت هذه الإصابات 9 في محافظة القدس، 11 من محافظة رام الله والبيرة، وحالة واحدة من الخليل. - وزارة الصحة سجلت 5 إصابات جديدة في بلدات سنجل، ودير جرير وبدو لأربعة عمال ومُخالطة، يعملون في مصنع بمستوطنة عطروت. كما سجلت إصابة جديدة في بيتونيا. - في 3 أبريل 2020: - قال الناطق باسم الحكومة أن وزارة الصحة سجلت 10 إصابات جديدة غالبيتها لمخالطين لعمال يعملون في مصنع في عطروت، ليرتفع عدد الإصابات إلى 171. كما أعلنت وزارة الصحة في غزة أنها سجلت شفاء ثلاث حالات. - قال رئيس وزراء دولة فلسطين أن عدد الإصابات ارتفع إلى 194 إصابة جديدة، بعد تسجيل وزارة الصحة 23 إصابة لعمال فلسطينيين عائدين من داخل الخط الأخضر ومن السفر ومخالطين لهم. - أعلنت ليلى غنام محافظ محافظة رام الله والبيرة عن إغلاقها بلدة دير جرير. - في 4 أبريل 2020: - ذكر مدير عام الرعاية الصحية الأولية كمال الشخرة أن وزارة الصحة سجلت 11 إصابة جديدة غالبيتها لعمال فلسطينيين يعملون داخل الخط الأخضر ومخالطين لهم، وهم من بيتونيا بمحافظة رام الله والبيرة، وحلحول بمحافظة الخليل، وبيت عنان وقطنة بمحافظة القدس بالإضافة إلى مخيم طولكرم بمحافظة طولكرم. - قالت وزارة الصحة أنها سجلت 5 حالات جديدة في يطا وحلحول بمحافظة الخليل، وقراوة بني زيد بمحافظة رام الله والبيرة. - ارتفع عدد إصابات مرض فيروس كورونا 2019 في دولة فلسطين إلى 216 بعد تسجيل الوزارة 6 إصابات جديدة في بلدة أرطاس بمحافظة بيت لحم وبلدتي الجديرة وقطنة بمحافظة القدس. - أعلن الناطق باسم وزارة الصحة في غزة أشرف القدرة شفاء 5 حالات في قطاع غزة من مرض فيروس كورونا 2019. - سجلت وزارة الصحة الفلسطينية إصابة جديدة في بلدة قصرة جنوب محافظة نابلس، ناتجة عن مخالطة مُصاب. - في 5 أبريل 2020: - أفاد كمال الشخرة مدير عام الرعاية الصحية الأولية، أن وزارة الصحة سجلت 10 إصابات جديدة توزعت في محافظتي رام الله والبيرة والقدس في بلدات بيتونيا، ورافات، وكفر عقب، وقطنة والجديرة. وحالة سجلتها لمواطن من بلدة برطعة بمحافظة جنين، كان يتعالج منذ ثلاث أيام في مستشفى الشهيد د. ثابت ثابت الحكومي والذي صدر قرارٌ بإغلاقه والحجر عمن كان بداخله. - قال الناطق باسم حكومة محمد اشتية، أن وزارة الصحة سجلت إصابتين في محافظة بيت لحم، أحدهما لمُخالِطة في بلدة أرطاس، والأخرى لعامل من بلدة تقوع. - أفاد المتحدث الرسمي باسم الحكومة، أن وزارة الصحة سجلت 6 إصابات جديدة في مدينة بيتونيا بمحافظة رام الله والبيرة نتيجة مخالطتهم مُصاب، تبع ذلك إصدار قرار بإغلاق المدينة. كما أعلن في ساعات متأخرة من اليوم أن الوزارة سجلت 3 إصابات جديدة في بلدتي بدو وسعير. - في 6 أبريل 2020: - أعلن كمال الشخرة مدير عام الرعاية الصحية الأولية، أن عدد الإصابات الإجمالي وصل إلى 252 حالة في دولة فلسطين، وذلك بعد تسجيل الوزارة 15 إصابة جديدة توزعت في الجديرة، وبدو وقطنة بمحافظة القدس، و3 إصابات في بلدة بني نعيم بمحافظة الخليل وإصابة واحدة في خربة أبو فلاح بمحافظة رام الله والبيرة. - أعلن المتحدث الرسمي باسم وزارة الداخلية الفلسطينية غسان نمر أن الوزارة سجلت إصابة جديدة في بلدة بني نعيم، كما قال أشرف القدرة المتحدث باسم وزارة الصحة في غزة أن الوزارة سجلت إصابة جديدة في قطاع غزة. - في 7 أبريل 2020: - أعلنت وزارة الصحة الفلسطينية تسجيليها 6 إصابات جديدة بمرض فيروس كورونا. - أعلنت وزيرة الصحة مي الكيلة شفاء 18 مُصابًا في محافظتي بيت لحم ورام الله والبيرة، كانوا يتعالجون في مستشفى هوغو تشافيز ببلدة ترمسعيا، وفي المركز الوطني الفلسطيني للتأهيل بمدينة بيت لحم، كما أعلنت عن تسجيل الوزارة إصابة جديدة في مدينة الخليل، وبهذا وصل عدد الإصابات الإجمالي في دولة فلسطين إلى 261 حالة. - في 8 أبريل 2020: قال الناطق باسم الحكومة الفلسطينية أن وزارة الصحة سجلت إصابتين جديدتين في مدينة نابلس وبلدة بني نعيم بمحافظة الخليل. - في 10 أبريل 2020: قال الناطق باسم الحكومة الفلسطينية أن وزارة الصحة سجلت إصابتين جديدتين في بلدة أرطاس بمحافظة بيت لحم، وإصابة في مدينة حلحول وبلدة بني نعيم بمحافظة الخليل. كما سجلت الوزارة حالة وفاة جديدة، فيما أعلن عن حالة شفاء جديدة في مدينة طولكرم. - في 11 أبريل 2020: أعلن كمال الشخرة مدير عام الرعاية الصحية الأولية، أن عدد الإصابات الإجمالي وصل إلى 268 حالة في دولة فلسطين، وذلك بعد تسجيل الوزارة إصابة واحدة في قرية الجديرة شمال غرب القدس المحتلة. كما أعلنت مي الكيلة وزيرة الصحة عن شفاء 11 حالة توزعت على النحو (7 بيت لحم، و2 نابلس، و1 سلفيت و1 في رام الله البيرة). - في 12 أبريل 2020: قال الناطق باسم الحكومة أن وزارة الصحة سجلت ثلاث إصابات في محافظة الخليل إحداها في مدينة دورا والثانية في بلدة الشيوخ، والأخيرة في مدينة يطا ليرتفع عدد الإصابات إلى 271. كما أعلنت وزارة الصحة أنها سجلت شفاء حالة من مدينة رام الله ليصبح عدد حالات الشفاء 58. - في 13 أبريل 2020: قال الناطق باسم الحكومة أن وزارة الصحة سجلت 4 إصابات جديدة اثنان منهما لعمال داخل الخط الأخضر، بالإضافة إلى بيانات غير مؤكدة تشير إلى وجود 36 إصابة في القدس المحتلة ما يرفع عدد الإصابات من 274 إلى 310. - في 14 أبريل 2020: قال الناطق باسم الحكومة أن وزارة الصحة سجلت 14 إصابة جديدة غالبيتها لعمال يعملون داخل الخط الأخضر وبذلك يرتفع إجمالي الإصابات بدون القدس المحتلة إلى 288 إصابة تم شفاء 62 حالة منها. - في 15 أبريل 2020: قال الناطق باسم الحكومة أن وزارة الصحة سجلت 3 إصابات جديدة لممرضين يعملون في مستشفى المطلع بمدينة القدس، نتيجة مخالطتهم لمرافق مريض بالمستشفى، واحد منهم من بلدة نعلين بمحافظة رام الله والبيرة واثنان من مدينة دورا بمحافظة الخليل. - في 16 أبريل 2020: - أفاد المتحدث باسم الحكومة أن وزارة الصحة سجلت 6 إصابات جديدة، اثنان منها لطواقم طبية يعملون في مستشفى المُطلع وهم من العبيدية ومخيم الدهيشة بمحافظة بيت لحم وواحدة لعامل بالخط الأخضر من بلدة خربثا المصباح بمحافظة رام الله والبيرة بالإضافة إلى ثلاث في حي جبل المكبر بمدينة القدس المحتلة. - قال الناطق باسم الحكومة أن وزارة الصحة سجلت إصابة جديدة في بلدة بني نعيم شرق محافظة الخليل وهي لعامل كان يعمل في منطقة عطروت الصناعية، كما ذكر أن سلطات الاحتلال الإسرائيلي ترفض تزويد الحكومة بأعداد المصابين في مدينة القدس المحتلة. - في 17 أبريل 2020: سجلت وزارة الصحة الفلسطينية 12 إصابة جديدة حيث ارتفع عدد المصابين إلى 307 في الضفة الغربية وقطاع غزة، إضافة إلى 95 مصابًا في القدس المحتلة، كما تم إعلان شفاء 8 حالات في مستشفى هوغو تشافيز ومركز الحجر الصحي بفندق الكرمل بمدينة رام الله. - في 18 أبريل 2020: أعلنت وزيرة الصحة الفلسطينية مي كيلة عن تسجيل الوزارة 6 حالات جديدة في يطا، والعيزرية، والعوجا، وقطنة وبيت عنان، ما يرفع عدد الإصابات إلى 313 بالإضافة إلى 105 في مدينة القدس المحتلة. - في 19 أبريل 2020: سجلت وزارة الصحة الفلسطينية 9 إصابات جديدة في شقبا، وطولكرم وكفر عقب ويطا؛ مما يرفع عدد الإصابات إلى 322، إضافة إلى 111 في مدينة القدس، كما سجلت الوزارة حالتي تعافٍ لمرضى في فندق الكرمل برام الله، ما يرفع حصيلة المتعافين إلى 71. - في 20 أبريل 2020: أعلن كمال الشخرة مدير عام الرعاية الصحية الأولية، أن عدد الإصابات الإجمالي وصل إلى 329 بعد أن سجلت وزارة الصحة الفلسطينية 7 إصابات جديدة في بيت عنان، كفر عقب، مخيم بلاطة وقطاع غزة، إضافة إلى ارتفاع عدد الإصابات في مدينة القدس إلى 120 إصابة. - في 21 أبريل 2020: أعلن الناطق باسم وزارة الصحة الفلسطينية إبراهيم ملحم أن وزارة الصحة سجلت وفاة سيدة من سلوان كانت مصابة بالفيروس، إضافة إلى تسجيل 5 إصابات جديدة ثلاثة منها في كفر عقب وإصابتين في قطاع غزة؛ مما يرفع عدد الإصابات إلى 334، إضافة إلى 132 في مدينة القدس. - في 22 أبريل 2020: أعلنت وزيرة الصحة الفلسطينية مي الكيلة أن وزارة الصحة الفلسطينية سجلت إصابة جديدة في كفر عقب، مما يرفع عدد الإصابات إلى 474، منها 139 إصابة في مدينة القدس. - في 23 أبريل 2020: أعلنت وزيرة الصحة الفلسطينية مي الكيلة أن وزارة الصحة الفلسطينية سجلت 6 إصابات جديدة منها إصابة لممرض من الظاهرية كان يعمل في مستشفى المطلع بعد مخالطته لمصابين، وخمسة إصابات في مدينة القدس (مخيم شعفاط، وحي الثوري وجبل المكبر)؛ مما يرفع عدد المصابين إلى 480 إصابة، كما أعلنت عن ارتفاع عدد المتعافين إلى 92 بعد تسجيل 5 حالات تعافٍ في مركزي التأهيل ببيت لحم والهلال الأحمر في حلحول، إضافة إلى 18 في مدينة القدس. - في 24 أبريل 2020: أعلنت وزيرة الصحة الفلسطينية مي الكيلة أن وزارة الصحة الفلسطينية سجلت 4 إصابات جديدة في يطا، والظهارية، قرية الولجة ببيت لحم وبيرنبالا؛ مما يرفع عدد المصابين إلى 484 إصابة، منها 144 إصابة في مدينة القدس، كما أعلنت عن ارتفاع عدد المتعافين إلى 103 بعد تسجيل 11 حالة تعافٍ (6 في مستشفى هوغو تشافيز، 4 في القدس، 1 من قطاع غزة). - في 25 أبريل 2020: أعلنت وزيرة الصحة الفلسطينية مي الكيلة أن وزارة الصحة الفلسطينية سجلت 11 إصابة جديدة منها إصابتين في يطا و9 إصابات في مدينة القدس؛ مما يرفع عدد الإصابات إلى 495، كما أعلنت عن تسجيل حالتي تعاف في هوغوتشافيز بترمسعيا وفندق الجراند بارك برام الله، ما يرفع عدد حالات التعافي إلى 105. - في 28 أبريل 2020: أعلنت وزيرة الصحة الفلسطينية مي الكيلة أن وزارة الصحة الفلسطينية سجلت 6 إصابات جديدة في مدينة القدس (بيرنبالا، حي رأس خميس في مخيم شعفاط، وسلوان، البلدة القديمة بالقدس). مما يرفع عدد الحالات 501 حالة. - في 29 أبريل 2020: أعلنت وزيرة الصحة الفلسطينية مي الكيلة أن وزارة الصحة الفلسطينية سجلت 6 إصابات جديدة في العبيدية، وشعفاط، والعيسوية، وبيت صفافا، والطور؛ مما يرفع عدد الحالات إلى 507. - في 30 أبريل 2020: أعلنت وزيرة الصحة الفلسطينية مي الكيلة أن وزارة الصحة الفلسطينية سجلت 5 حالات تعافٍ (2 في محافظة الخليل، 2 في قطاع غزة، 1 في ضواحي القدس) لترتفع عدد حالات الشفاء إلى 100، فيما استقر عدد الإصابات إلى 507. |

### مايو
| إظهار المحتوى |
| --- |
| * في 1 مايو 2020: أعلنت وزيرة الصحة الفلسطينية مي الكيلة أن وزارة الصحة الفلسطينية سجلت 10 إصابات جديدة (8 إصابات في بيت لقيا، 1 في خربثا المصباح، 1 عناتا) ليرتفع عدد الإصابات إلى 517، تم تسجيل انتكاسة جديدة في بيت لقيا وأعلنت عن ارتفاع عدد حالات التعافي إلى 102 بعد تسجيل 3 حالات تعافٍ جديدة في نابلس، وحالتين في القدس. - في 2 مايو 2020: سجلت وزارة الصحة الفلسطينية 3 إصابات جديدة (1 في بيت حنينا، 1 في وادي الجوز، 1 في البلدة القديمة في القدس) ليرتفع عدد الإصابات إلى 520، كما ارتفعت عدد حالات التعافي إلى 104 بعد أن سجلت وزارة الصحة الفلسطينية حالتي تعافٍ في كل من قطنة وبيتونيا. - في 3 مايو 2020: - أعلنت وزيرة الصحة الفلسطينية مي الكيلة أن وزارة الصحة الفلسطينية سجلت إصابتين جديدتين في في مدينة القدس المحتلة ليرتفع عدد الإصابات إلى 522 إصابة، فيما ارتفع عدد حالات الشفاء إلى 107 بعد أن سجلت الوزارة 3 حالات تعافٍ في مدينة القدس. - بدأت الإدارة العامة للمعابر والحدود ووزارة الصحة استقبال نحو 500 من أصل 2000 فلسطيني كانوا قد علقوا في الأردن نتيجة إغلاق معبر الكرامة ضمن تداعيات جائحة فيروس كورونا. - في 4 مايو 2020: أعلنت وزيرة الصحة الفلسطينية مي الكيلة أن وزارة الصحة الفلسطينية سجلت إصابتان جديدتان في بلدة السموع وفي مدينة القدس المحتلة؛ ليرتفع عدد الإصابات إلى 524، كما وأعلنت عن ارتفاع عدد المتعافين إلى 132. - في 5 مايو 2020: أعلنت وزيرة الصحة مي الكيلة ارتفاع عدد حالات التعافي إلى 222 حالة، بعد أن سجلت الوزارة 54 حالة تعافٍ جديدة. - في 6 مايو 2020: أعلنت وزارة الصحة في غزة عن تسجيل 3 إصابات جديدة بفيروس كورونا من بين المستضافين في أحد مراكز الحجر الصحي بالقطاع ليرتفع اجمالي الاصابات في فلسطين إلى 546 اصابة. - في 7 مايو 2020: أعلنت وزارة الصحة الفلسطينية عن تسجيل اصابة جديدة بفايروس كورونا في محافظة الخليل كم اعلنت وزارة الصحة بغزة عن تسجيل حالتي تعافي جديدتين. - في 8 مايو 2020: أعلنت وزيرة الصحة الفلسطينية مي الكيلة أن وزارة الصحة الفلسطينية سجلت 37 حالة شفاء منها 22 في ضواحي القدس، 7 في محافظة رام الله والبيرة، 6 في محافظة الخليل، 2 في قطاع غزة. - في 9 مايو 2020: أعلنت وزيرة الصحة الفلسطينية مي الكيلة أن وزارة الصحة الفلسطينية سجلت 39 حالة شفاء منها 12 في مدينة القدس، 13 في ضواحي القدس، 3 في مدينة طولكرم، 2 في الخليل، 9 في محافظة رام الله والبيرة؛ ليرتفع عدد حالات الشفاء إلى 321. - في 10 مايو 2020: أعلنت وزيرة الصحة الفلسطينية مي الكيلة أن وزارة الصحة الفلسطينية سجلت 30 حالة شفاء؛ ليرتفع عدد حالات الشفاء إلى 334. - في 11 مايو 2020: أعلنت وزيرة الصحة الفلسطينية مي الكيلة أن وزارة الصحة الفلسطينية سجلت 16 حالة شفاء منها 7 في ضواحي القدس، 7 في الخليل، 1 في سلفيت، 1 في نابلس. - في 12 مايو 2020: أعلنت وزيرة الصحة الفلسطينية مي الكيلة أن وزارة الصحة الفلسطينية سجلت 15 حالة شفاء منها 9 في مدينة القدس وضواحيها، 5 في الخليل، 1 في محافظة رام الله والبيرة. - في 13 مايو 2020: أعلنت وزيرة الصحة الفلسطينية مي الكيلة أن وزارة الصحة الفلسطينية سجلت إصابة جديدة في حي الثوري في مدينة القدس، فيما ارتفعت حالات الشفاء إلى 421 بعد أن سجلت الوزارة 39 حالة شفاء منها حالة في الخليل، 37 في مدنية القدس، وحالة في ضواحيها. - في 14 مايو 2020: أعلنت وزيرة الصحة الفلسطينية مي الكيلة أن وزارة الصحة الفلسطينية سجلت 5 حالات شفاء في مدينة القدس؛ ليرتفع عدد الإصابات إلى 426. - في 16 مايو 2020: - أعلنت وزيرة الصحة الفلسطينية مي الكيلة أن وزارة الصحة الفلسطينية سجلت إصابة جديدة لعامل من بيت أولا في محافظة الخليل كان يعمل في أراضي عام 1948؛ ليرتفع عدد الإصابات إلى 555. - أعلنت وزيرة الصحة الفلسطينية مي الكيلة أن وزارة الصحة الفلسطينية سجلت 12 حالة شفاء في رام الله وضواحي القدس؛ ليرتفع عدد حالات الشفاء إلى 443. - في 17 مايو 2020: - أعلنت وزيرة الصحة الفلسطينية مي الكيلة أن وزارة الصحة الفلسطينية سجلت 5 إصابات جديدة في بيت أولا وهي لمخالطين للعامل الذي أعلن عنه في 16 مايو 2020؛ ليرتفع عدد الإصابات إلى 560، فيما سجلت الوزارة حالة شفاء جديدة في مدينة طولكرم. - أعلنت وزيرة الصحة الفلسطينية مي الكيلة أن وزارة الصحة الفلسطينية سجلت 7 حالات شفاء جديدة منها 2 في محافظة رام الله والبيرة، 5 في مدينة القدس وضواحيها. - في 18 مايو 2020: - أعلنت وزيرة الصحة الفلسطينية مي الكيلة أن وزارة الصحة الفلسطينية سجلت 7 إصابات جديد في بيت أولا في محافظة الخليل؛ ليرتفع عدد الإصابات في البلدة إلى 13. - أعلنت وزيرة الصحة الفلسطينية مي الكيلة أن محافظة نابلس أصبحت خالية من الإصابات بعد شفاء جميع الحالات فيها. - في 19 مايو 2020: أعلنت وزيرة الصحة الفلسطينية مي الكيلة أن وزارة الصحة الفلسطينية سجلت 9 حالات شفاء منها 7 ضواحي القدس، 2 في الخليل؛ ليرتفع عدد حالات الشفاء إلى 406. - في 21 مايو 2020: سجلت وزارة الصحة الفلسطينية 25 إصابة جديدة في قطاع غزة للعائدين المحجورين في القطاع؛ ليرتفع عدد الإصابات إلى 602. |

### يونيو
| إظهار المحتوى |
| --- |
| * في 1 يونيو 2020: أعلنت وزيرة الصحة الفلسطينية مي الكيلة أن وزارة الصحة الفلسطينية سجلت إصابة جديدة في قرية حجة في محافظة قلقيلية؛ ليرتفع عدد الإصابات إلى 628. - في 2 يونيو 2020: سجلت وزارة الصحة الفلسطينية إصابتين جديدتين في قرية عزون العتمة في محافظة قلقيلية؛ ليرتفع عدد الإصابات إلى 630. - في 3 يونيو 2020: أعلنت وزيرة الصحة الفلسطينية مي الكيلة أن وزارة الصحة الفلسطينية سجلت 6 إصابات جديدة منها 5 في قطاع غزة وإصابة في قرية برطعة في محافظة جنين؛ ليرتفع عدد الإصابات إلى 636. - في 4 يونيو 2020: سجلت وزارة الصحة الفلسطينية 6 إصابات جديدة منها 3 في برطعة في محافظة جنين و3 في قطاع غزة؛ ليرتفع عدد الإصابات إلى 642، كما سجلت حالة تعافٍ جديدة في بلدة أولا في محافظة الخليل؛ ليرتفع عدد حالات التعافي إلى 532. - في 6 يونيو 2020: أعلنت وزيرة الصحة الفلسطينية مي الكيلة أن وزارة الصحة الفلسطينية سجلت ارتفاع في عدد حالات الشفاء إلى 555. - في 7 يونيو 2020: سجلت وزارة الصحة الفلسطينية 8 إصابات جديدة في حلحول في محافظة الخليل؛ ليرتفع عدد الإصابات إلى 651، فيما سجلت ارتفاع عدد حالات التعافي إلى 558. - في 8 يونيو 2020: - أعلنت وزيرة الصحة الفلسطينية مي الكيلة أن وزارة الصحة الفلسطينية سجلت إصابة جديدة في الظاهرية في محافظة الخليل. - في 9 يونيو 2020: - أعلنت وزيرة الصحة الفلسطينية مي الكيلة أن وزارة الصحة الفلسطينية سجلت إصابتين جديتين لمخالطين في محافظتي القدس وأريحا. - أعلنت وزيرة الصحة الفلسطينية مي الكيلة أن وزارة الصحة الفلسطينية سجلت 7 إصابات جديدة في الظاهرية في محافظة الخليل. - في 10 يونيو 2020: - سجلت وزارة الصحة الفلسطينية إصابة جديدة في محافظة أريحا، فيما سجلت الوزارة 6 حالات تعافٍ في محافظتي القدس الخليل منها 5 في بيت أولا بمحافظة الخليل، وحالة واحدة من كفر عقب، لترتفع حالات التعافي إلى 565. - أعلنت وزيرة الصحة الفلسطينية مي الكيلة أن وزارة الصحة الفلسطينية سجلت إصابة جديدة في عزون العتمة في محافظة قلقيلية؛ ليرتفع عدد الإصابات إلى 665. - في 11 يونيو 2020: أعلنت وزيرة الصحة الفلسطينية مي الكيلة أن وزارة الصحة الفلسطينية سجلت إصابتين جديتين في محافظة الخليل، ليرتفع عدد الإصابات إلى 667. - في 12 يونيو 2020: سجلت وزارة الصحة الفلسطينية إصابتين في بلدة السموع في محافظة الخليل، ليرتفع عدد الاصابات إلى 669، فيما بلغ عدد حالات التعافي إلى 559. - في 16 يونيو 2020: - سجلت وزارة الصحة الفلسطينية 11 إصابة منها 4 في الخليل، 2 في القدس، 2 في بيت لحم، 2 في رام الله، وإصابة في طولكرم؛ مما يرفع عدد الإصابات إلى 700، كما وسجلت ارتفاع في عدد حالات الشفاء إلى 570. - قررت وزيرة الصحة الفلسطينية مي الكيلة في 16 يونيو 2020، إغلاق قسم الباطني في مستشفى الخليل الحكومي مؤقتًا والحجر على كل من كان متواجدًا فيه نتيجة اكتشاف حالات مُصابة بمرض فيروس كورونا 2019. - في 17 يونيو 2020: أعلنت وزيرة الصحة الفلسطينية مي الكيلة أن وزارة الصحة الفلسطينية سجلت 39 إصابة منها 36 إصابة في (محافظة الخليل، حلحول، وترقوميا، وبيت كاحل) و3 إصابات في محافظة رام الله؛ مما يرفع عدد الإصابات إلى 745. - في 18 يونيو 2020: - سجلت وزارة الصحة الفلسطينية 5 إصابات منها 4 في محافظة الخليل وإصابة في محافظة نابلس، ليرتفع عدد الاصابات إلى 750. - قررت وزيرة الصحة الفلسطينية مي الكيلة في 18 يونيو 2020، إغلاق مستشفى نابلس التخصصي مؤقتًا وتحويله إلى مركز حجر صحي والحجر على كل من كان متواجدًا فيه نتيجة إصابة أحد أفراد الطاقم الطبي بمرض فيروس كورونا 2019. - أعلنت وزيرة الصحة الفلسطينية مي الكيلة أن وزارة الصحة الفلسطينية سجلت 19 إصابة في (الخليل وتفوح وحلحول وسعير)؛ ليرتفع عدد الحالات إلى 769 إصابة. - أعلنت وزيرة الصحة الفلسطينية مي الكيلة أن وزارة الصحة الفلسطينية سجلت 10 إصابات جديدة منها إصابة لطبيب في محافظة نابلس، 5 في تفوح، 2 في سعير، 1 في حلحول، 1 في دورا؛ لترتفع عدد الإصابات إلى 779. - سجلت وزارة الصحة الفلسطينية 10 إصابات منها 5 في الريحية و4 في بيت كاحل وإصابة في محافظة نابلس، ليرتفع عدد الاصابات إلى 789. - أعلنت وزيرة الصحة الفلسطينية مي الكيلة أن وزارة الصحة الفلسطينية سجلت 6 إصابات منها إصابة في محافظة الخليل، و 5 إصابات في مدينة القدس المحتلة؛ ليرتفع عدد الإصابات إلى 795. - في 19 يونيو 2020: - سجلت وزارة الصحة الفلسطينية 20 إصابة منها 18 في محافظة الخليل وإصابة في محافظة نابلس، وإصابة في محافظة بيت لحم؛ ليرتفع عدد الاصابات إلى 815. - أعلنت وزيرة الصحة الفلسطينية مي الكيلة أن وزارة الصحة الفلسطينية سجلت 19 إصابات منها إصابة في تفوح بمحافظة الخليل؛ ليرتفع عدد الإصابات إلى 834، كما وسجلت الوزارة 22 حالة شفاء منها 11 في محافظة قلقيلية، 11 في قطاع غزة؛ لترتفع عدد حالات الشفاء إلى 592. - أعلنت وزيرة الصحة الفلسطينية مي الكيلة أن وزارة الصحة الفلسطينية سجلت 24 إصابة منها 14 في محافظة نابلس، و10 بمحافظة الخليل (3 في تفوح، و6 في حلحول، وحالة في العروب)؛ ليرتفع عدد الإصابات إلى 858. - سجلت وزارة الصحة الفلسطينية إصابتين في محافظة نابلس؛ ليرتفع عدد الاصابات إلى 860. - أعلنت وزيرة الصحة الفلسطينية مي الكيلة أن وزارة الصحة الفلسطينية سجلت 8 إصابات منها 7 في محافظة الخليل (5 في مدينة الخليل و2 في مخيم الفوار) وإصابة في محافظة بيت لحم؛ ليرتفع عدد الحالات إلى 868. - سجلت وزارة الصحة الفلسطينية إصابتين في قراوة بني زيد بمحافظة رام الله والبيرة، ؛ ليرتفع عدد الاصابات إلى 870. - في 20 يونيو 2020: - سجلت وزارة الصحة الفلسطينية 33 إصابة جديدة منها 26 في مدينة الخليل، 5 في يطا، 1 في السموع و1 في محافظة نابلس؛ ليرتفع عدد الاصابات إلى 903. - أعلنت وزيرة الصحة الفلسطينية مي الكيلة أن وزارة الصحة الفلسطينية سجلت 51 إصابة منها 49 في محافظة الخليل، وإصابتان في نابلس.؛ ليرتفع عدد الحالات إلى 954. - سجلت وزارة الصحة الفلسطينية 25 إصابة 22 في محافظة الخليل، و3 في محافظة نابلس؛ ليرتفع عدد الاصابات إلى 979. - في 21 يونيو 2020: - سجلت وزارة الصحة الفلسطينية 43 إصابة جديدة منها 41 في محافظة الخليل، وإصابة في نابلس، وأخرى في طولكرم؛ ليرتفع عدد الاصابات إلى 1022. - أعلنت وزيرة الصحة الفلسطينية مي الكيلة أن وزارة الصحة الفلسطينية سجلت 6 إصابات منها 5 في محافظة الخليل، وإصابة في محافظة نابلس؛ ليرتفع عدد الحالات إلى 1028. - في 22 يونيو 2020: - سجلت وزارة الصحة الفلسطينية 82 إصابة جديدة منها 63 في تفوح و2 في حلحول و2 في نوبا و6 في مدينة الخليل، و3 في نابلس و4 في بيت لحم و2 في رام الله والبيرة، لترتفع عدد الإصابات إلى 1110. - أعلنت وزيرة الصحة الفلسطينية مي الكيلة أن وزارة الصحة الفلسطينية سجلت 60 إصابات منها 21 في حلحول، و29 في يطا، و3 إصابات في مدينة الخليل، و3 إصابات في نوبا، إصابة في السموع، إصابة في تفوح، إصابة في سعير، إصابة في بيت أولا؛ لترتفع عدد الحالات إلى 1170، فيما سجلت 3 حالات تعافٍ جديدة في قلقيلية، لترتفع عدد حالات التعافي إلى 597 حالة. - أعلنت وزيرة الصحة الفلسطينية مي الكيلة أن وزارة الصحة الفلسطينية سجلت 26 إصابات منها 16 في مدينة الخليل، و2 في دورا، و8 إصابات في محافظة بيت لحم.؛ لترتفع عدد الحالات إلى 1196. - في 23 يونيو 2020: - سجلت وزارة الصحة الفلسطينية 88 إصابة جديدة منها 11 إصابة في القدس، و74 إصابة في محافظة الخليل (30 مدينة الخليل، 31 دورا، 4 الظاهرية، 2 السموع، 1 الرماضين، 6 بيت عوا)، وإصابة في طولكرم، وإصابة في رام الله والبيرة، وإصابة في نابلس؛ لترتفع عدد الإصابات إلى 1284، فيما سجلت 19 حالة تعافٍ جديدة في مدينة القدس، لترتفع عدد حالات التعافي إلى 616 حالة. - أعلنت وزيرة الصحة الفلسطينية مي الكيلة أن وزارة الصحة الفلسطينية سجلت 79 إصابات منها 70 تفوح، 5 دورا، 3 السموع، 1 مدينة الخليل؛ لترتفع عدد الحالات إلى 1363. - أعلنت وزيرة الصحة الفلسطينية مي الكيلة أن وزارة الصحة الفلسطينية سجلت12 إصابة منها 11 إصابة في مدينة الخليل، وإصابة في نابلس؛ لترتفع عدد الحالات إلى 1375. - في 24 يونيو 2020: - أكدت مي الكيلة اليوم 142 حالة جديدة بمجموع وصل إلى 1,517 حالة في دولة فلسطين. كان توزيع الحالات: 112 حالة في محافظة الخليل، و 13 حالة في كفر عقب، و 11 حالة في محافظة بيت لحم، وثلاث حالات في كل من محافظتي سلفيت ونابلس. - أكدت مي الكيلة 16 حالة جديدة في الخليل وواحدة في طولكرم. - في 25 يونيو 2020: - أعلنت مي الكيلة تسجيل الوزارة 34 حالة جديدة، توزعت بحيث 23 حالة في الخليل و 10 في بيت لحم وواحدة في محافظة نابلس. - أكدت مي الكيلة وجود 20 حالة أخرى جديدة ليبلغ المجموع الكلي لفلسطين إلى 1588 حالة. 18 منها في منطقة الخليل وحالتان في رام الله. كما سجلت تعافي 4 حالات في محافظة جنين. - في 26 يونيو 2020: - أعلنت مي الكيلة عن 132 حالة جديدة، 94 حالة في الخليل، 6 في رام الله والبيرة، 2 في القدس، 2 في جنين، 2 في أريحا، 5 في نابلس، 19 في محافظة بيت لحم، واحد في كل من محافظتي طولكرم وسلفيت. 11 حالة من بين الفلسطينيين العائدين من مصر. - أعلنت مي الكيلة عن 43 حالة إصابة جديدة، 36 في الخليل و 7 في محافظة نابلس. كما بلغت عدد الحالات في القدس الشرقية 32 حالة ليبلغ إجمالي الحالات في دولة فلسطين إلى 1,795 حالة. منهم 11 مريضًا في الخليل وبيت لحم ونابلس في حالة حرجة في العناية المركزة، اثنان منهم على أجهزة التنفس. - في 27 يونيو 2020: - أكدت مي الكيلة تسجيل وزارة الصحة 67 حالة جديدة ليبلغ المجموع في دولة فلسطين إلى 1862. 33 في محافظة بيت لحم، و 20 في محافظة الخليل، و 8 في محافظة نابلس، وأربعة في العيزرية، واثنتان في رام الله. - أعلنت مي الكيلة عن اكتشاف 191 حالة جديدة ليبلغ المجموع في دولة فلسطين إلى 2,053. توزعت الحالات حيث كانت 179 حالة في محافظة الخليل و10 في نابلس وحالتين في جنين. توفيت مريضة في رأس العمود تبلغ من العمر 19 عامًا جراء مرض فيروس كورونا، كما توفي مريض سبعيني أيضًا من محافظة الخليل. - أمر محمد اشتية بفرض قيود أكثر صرامة على السلامة بسبب ارتفاع الحالات تمثل ذلك بإعادة تنشيط لجان الطوارئ في جميع القرى والمدن ومخيمات اللاجئين في فلسطين وحظر كامل على جميع التجمعات العامة كحفلات الزفاف والتخرج وبيوت العزاء. كما دعا الفلسطينيين الذين يحملون الجنسية الإسرائيلية ويسكنون في الخط الأخضر إلى الامتناع عن زيارة الضفة الغربية لمدة أسبوع. - في 28 يونيو 2020: - أعلنت وزارة الصحة الفلسطينية عن اكتشاف 59 حالة جديدة بإجمالي وصل إلى 2,112 حالة في فلسطين. توزعت إلى 34 حالة في محافظة الخليل، 10 في القدس، ثلاث في بيت لحم، واحدة في كل من نابلس ورام الله. - في 29 يونيو 2020 - أعلنت وزارة الصحة الفلسطينية عن 52 إصابة جديدة في محافظة الخليل، 27 في محافظة بيت لحم، 5 محافظة نابلس، 2 محافظة رام الله والبيرة، 6 حالات في العيزرية وأبو ديس، وسجلت حالة واحدة في كل من طولكرم وقلقيلية وسلفيت وأريحا وجنين - أعلنت وزيرة الصحة الفلسطينية مي الكيلة: ظهور فيروس كورونا في كل محافظات الضفة باستثناء طوباس، وهناك بؤر للوباء في أكثر من منطقة. - أعلنت وزيرة الصحة: عن وفاة سيدة أربعينية من الخليل بعد إصابتها بفيروس كورونا، ليرتفع عدد الوفيات منذ انتشار الفيروس إلى 8 حالات. فلسطين - في 30 يونيو 2020: - أعلنت وزارة الصحة الفلسطينية أن إجمالي الحالات الجديدة في فلسطين ارتفع إلى 2698 حالة، وتوزعت على النحو الآتي 181 حالة في محافظة الخليل، و 3 في القدس المحتلة، و 11 في محافظة نابلس ، وخمسة في محافظة بيت لحم، وحالتان في رام الله، اثنتان في أريحا وواحدة في طولكرم.[بحاجة لمصدر] - أعلنت وزارة الصحة الفلسطينية وفاة شاب فلسطيني عمره 44 عاما من محافظة الخليل.[بحاجة لمصدر] - أعلنت وزيرة الصحة مي الكيلة، تسجيل 67 إصابة جديدة ليرتفع عدد الإصابات إلى 2765 إصابة، منها 29 في مدينة القدس، و35 في محافظة الخليل، وإصابة في محافظة نابلس، وإصابتان في محافظة طوباس. |

### يوليو
| إظهار المحتوى |
| --- |
| * في 1 يوليو 2020: - - أعلن المتحدث باسم وزارة الصحة كمال الشخرة وفاة شخصين من محافظة الخليل بمرض فيروس كورونا 2019. - أعلنت مي الكيلة وزيرة الصحة عن اكتشاف 280 إصابة جديدة، ليصل العدد الكلي في فلسطين إلى 3,045 حالة. سُجلت 199 حالة في محافظة الخليل، و 47 في محافظة بيت لحم، و 17 في محافظة نابلس، وثلاث في محافظة أريحا، وأربع في محافظة طولكرم و10 في محافظة رام الله والبيرة. كما أعلنت عن تسع حالات تماثلت للشفاء في بلدة الظاهرية جنوب غرب محافظة الخليل، في حين توجد 11 حالة في حالة خطيرة في وحدة العناية المركزة، وثلاثة على أجهزة التنفس. - أعلن محافظ محافظة الخليل جبرين البكري عن إغلاق محافظة الخليل لمدة خمسة أيام اعتبارًا من هذا المساء. وسيتم حظر الحركة والأنشطة وإغلاق جميع المؤسسات والشركات، باستثناء الصيدليات والمخابز. - أعلنت وزارة الصحة عن 50 حالة أخرى، في حين بلغ إجمالي الحالات في فلسطين 3,095 حالة. 49 في محافظة الخليل وواحدة في جفنا شمال محافظة رام الله والبيرة. - في 2 يوليو 2020: - أعلنت مي الكيلة وزيرة الصحة عن اكتشاف 220 إصابة جديدة، ليصل العدد الكلي في فلسطين إلى 3,315 حالة. تم تسجيل 199 حالة في محافظة الخليل، و10 في محافظة القدس، و4 في رام الله والبيرة، و4 في محافظة نابلس، وواحدة في كل من محافظات طولكرم وجنين وقلقيلية. - أعلن المتحدث باسم الحكومة إبراهيم ملحم أنه سيتم إغلاق جميع محافظات الضفة الغربية لمدة خمسة أيام ابتداءً من يوم الجمعة، باستثناء الصيدليات والمخابز ومحلات السوبر ماركت. وسيتوقف الموظفون عن الذهاب إلى أماكن عملهم أثناء الإغلاق. - في 3 يوليو 2020: - أكدت مي الكيلة في وقت متأخر من يوم 2 يوليو، عن إصابة 102 حالة جديدة (82 في محافظة الخليل، 10 في محافظة نابلس، 7 في محافظة بيت لحم، 2 في محافظة قلقيلية، وواحدة في محافظة القدس). - أكدت وزارة الصحة عن وجود 68 حالة جديدة توزعت (41 في محافظة الخليل، 26 حالة في محافظة بيت لحم، وواحدة في محافظة رام الله والبيرة، كما أعلنت عن حالة وفاة واحدة، مما يرفع العدد الإجمالي للحالات المؤكدة وعدد الوفيات في فلسطين إلى 3,485 حالة و 13 حالة على التوالي. أعلن عن شفاء 3 حالات في قطاع غزة. - في 4 يوليو 2020: - أعلنت وزارة الصحة عصر اليوم عن حالة وفاة و324 اصابة جديدة. - أعلنت الوزارة في التحديث المسائي عن تسجيل 237 إصابة جديدة حتى الساعة 8:30 مساءً. - أعلن الناطق باسم وزارة الصحة كمال الشخرة في نفس اليوم عن تسجيل حالة وفاة جديدة بفيروس كورونا لسيدة من مدينة نابلس تبلغ من العمر 72 عامًا، ما رفع حصيلة الوفيات في فلسطين إلى 17 حالة. - في 5 يوليو 2020 - أعلنت وزارة الصحة عن وفاة مواطنين اثنين أحدهما سبعيني والآخر أربعيني في مدينة الخليل، ما رفع حصيلة الوفيات الكلية إلى 19. - أعلنت وزارة الصحة في التحديث الصباحي عن تسجيل 208 إصابة جديدة. - أعلن عن تسجيل حالة وفاة جديدة لسيدة سبعينية من مخيم الفوار، ليصل بذلك إجمالي الوفيات إلى 20 وفاة. - في 6 يوليو 2020: أكدت مي الكيلة اكتشاف 64 حالة جديدة، كان 34 منها في محافظة الخليل، و 14 في محافظة القدس، و8 في محافظة بيت لحم، و3 في محافظة رام الله والبيرة، و2 في محافظة طولكرم، و2 في محافظة أريحا وواحدة في محافظة نابلس. في وقت سابق تم تأكيد وفاة جديدة. - في 7 يوليو 2020: أكدت وزارة الصحة اكتشاف 306 حالة جديدة، 278 في محافظة الخليل، و8 في محافظة القدس، و8 في محافظة بيت لحم، و6 في محافظة رام الله والبيرة، و4 في محافظة طولكرم و2 في محافظة نابلس. بينما يوجد 23 مريضًا في العناية المكثفة، 9 في الخليل، و2 في نابلس، و7 في بيت لحم، و5 في رام الله، كان 6 منهم على أجهزة التنفس، كما تأكد شفاء ثلاث مرضى في محافظة نابلس. - في 8 يوليو 2020: سجلت وزارة الصحة 475 حالة جديدة، 316 في محافظة الخليل، و 93 في محافظة القدس، والباقي في رمحافظات ام الله وبيت لحم وطولكرم ونابلس وأريحا. من بين المرضى 21 حالة في العناية المكثفة، خمسة على أجهزة التنفس الصناعي. تم تسجيل حالة وفاة في الخليل. - في 9 يوليو 2020: - سجلت وزارة الصحة الفلسطينية اليوم 262 إصابة جديدة بفيروس كورونا، بينها 71 في محافظة القدس، 8 في محافظة رام الله والبيرة، 151 في محافظة الخليل، 1 في محافظة طولكرم، 20 في محافظة بيت لحم، 3 في محافظة نابلس، 8 في محافظة أريحا والأغوار. - بلغ عدد الحالات الموجودة في غرف العناية المكثفة 15 حالة، تتلقى العلاجات وفق البروتوكول الفلسطيني، بينها 3 حالات موصولة بأجهزة التنفس الاصطناعي، وهي موزعة كالتالي 1 في محافظة أريحا، 1 في محافظة نابلس، 8 في محافظة الخليل، 3 في محافظة بيت لحم، 2 في محافظة القدس. - سجلت وزارة الصحة الفلسطينية 31 حالة تعافٍ جديدة، بينهم 26 في محافظة الخليل، و5 في محافظة نابلس. كما سجلت حالة وفاة جديدة لمريض 59 عامًا من قرية حجة في محافظة قلقيلية متأثرًا بإصابته بفيروس كورونا في مستشفى مجمع الشهداء الطبي العسكري في مدينة نابلس. - بلغ عدد الحالات المُسجلة في أراضي دولة فلسطين 5,829 حالة منها 5,105 حالة نشطة، و699 حالة تماثلت للشفاء، وعدد الوفيات 25 حالة. - في 10 يوليو 2020: - سجلت وزارة الصحة الفلسطينية اليوم 396 إصابة جديدة بفيروس كورونا، بينها 80 في محافظة القدس، 26 في محافظة رام الله والبيرة، 263 في محافظة الخليل، 2 في محافظة طولكرم، 18 في محافظة بيت لحم، 6 في محافظة نابلس، 1 في محافظة قلقيلية. - بلغ عدد الحالات الموجودة في غرف العناية المكثفة 13 حالة، تتلقى العلاجات وفق البروتوكول الفلسطيني، بينها 3 حالات موصولة بأجهزة التنفس الاصطناعي. - سجلت وزارة الصحة الفلسطينية 11 حالة تعافٍ جديدة كلها في محافظة بيت لحم. كما سجلت 5 حالات وفاة لمرضى من مدينة الخليل، ومدينة يطا، ومدينة دورا وبلدة تفوح. - بلغ عدد الحالات المُسجلة في أراضي دولة فلسطين 6,225 حالة منها 5,485 حالة نشطة، و710 حالة تماثلت للشفاء، وعدد الوفيات 30 حالة. - في 11 يوليو 2020: - سجلت وزارة الصحة الفلسطينية 463 إصابة جديدة بفيروس كورونا، بينها 85 في محافظة القدس، 36 في محافظة رام الله والبيرة، 328 في محافظة الخليل، 8 في محافظة بيت لحم، 5 في محافظة نابلس، 1 في محافظة جنين. - بلغ عدد الحالات الموجودة في غرف العناية المكثفة 16 حالة، تتلقى العلاجات وفق البروتوكول الفلسطيني، بينها 6 حالات موصولة بأجهزة التنفس الاصطناعي. - سجلت وزارة الصحة الفلسطينية 219 حالة تعافٍ جديدة. كما سجلت حالتي وفاة جديدة لمرضى من محافظتي الخليل وبيت لحم. - بلغ عدد الحالات المُسجلة في أراضي دولة فلسطين 6,688 حالة منها 5,827 حالة نشطة، و829 حالة تماثلت للشفاء، وعدد الوفيات 32 حالة. - في 12 يوليو 2020: - سجلت وزارة الصحة الفلسطينية 349 إصابة جديدة منها 166 في الخليل، 55 في القدس المحتلة، 49 في محافظة رام الله، 11 في بيت لحم، 7 في محافظة نابلس، 6 في محافظة طولكرم، ليرتفع عدد الإصابات إلى 7037 كما وسجلت ارتفاع في عدد الوفيات إلى 37. - سجلت وزارة الصحة الفلسطينية 408 حالة تعافٍ جديدة، منها 399 في منطقة الخليل، و6 في منطقة نابلس و3 في غزة. - في 13 يوليو 2020: - سجلت وزارة الصحة الفلسطينية 404 إصابة جديدة بفيروس كورونا، بينها 101 في محافظة القدس، 51 في محافظة رام الله والبيرة، 194 في محافظة الخليل، 29 في محافظة بيت لحم، 11 في محافظة أريحا، 4 في محافظة نابلس، 11 في محافظة قلقيلية، 1 في محافظة جنين، 1 في محافظة طولكرم و1 في محافظة سلفيت. - بلغ عدد الحالات الموجودة في غرف العناية المكثفة 16 حالة، تتلقى العلاجات وفق البروتوكول الفلسطيني، بينها 6 حالات موصولة بأجهزة التنفس الاصطناعي. - سجلت وزارة الصحة الفلسطينية 21 حالة تعافٍ جديدة. كما سجلت 5 حالات وفاة. - بلغ عدد الحالات المُسجلة في أراضي دولة فلسطين 7,423 حالة منها 6,142 حالة نشطة، و1,258 حالة تماثلت للشفاء، وعدد الوفيات 41 حالة. - في 14 يوليو 2020: - سجلت وزارة الصحة الفلسطينية 293 إصابة جديدة بفيروس كورونا بعد إجرائها نحو 3,150 فحصًا لعينات مشتبه بها، بينها 108 في محافظة القدس، 1 في محافظة رام الله والبيرة، 158 في محافظة الخليل، 18 في محافظة بيت لحم، 4 في محافظة نابلس، 3 في محافظة جنين 1 في محافظة طولكرم. - بلغ عدد الحالات الموجودة في غرف العناية المكثفة 18 حالة، تتلقى العلاجات وفق البروتوكول الفلسطيني، بينها 6 حالات موصولة بأجهزة التنفس الاصطناعي. - سجلت وزارة الصحة الفلسطينية 59 حالة تعافٍ جديدة. كما سجلت 4 حالات وفاة. - بلغ عدد الحالات المُسجلة في أراضي دولة فلسطين 7,734 حالة منها 6,372 حالة نشطة، و1317 حالة تماثلت للشفاء، وعدد الوفيات 45 حالة. - في 15 يوليو 2020: - سجلت وزارة الصحة الفلسطينية 419 إصابة جديدة بفيروس كورونا بعد إجرائها نحو 3,605 فحصًا لعينات مشتبه بها، توزعت كالتالي 181 في محافظة القدس، 135 في محافظة رام الله والبيرة، 50 في محافظة الخليل، 1 في محافظة بيت لحم، 31 في محافظة أريحا، 4 في محافظة نابلس، 8 في محافظة قلقيلية، 1 في محافظة جنين، 1 في محافظة طولكرم، و6 في محافظة سلفيت و1 في محافظة طوباس. - بلغ عدد الحالات الموجودة في غرف العناية المكثفة 17 حالة، تتلقى العلاجات وفق البروتوكول الفلسطيني، بينها 6 حالات موصولة بأجهزة التنفس الاصطناعي. - سجلت وزارة الصحة الفلسطينية 170 حالة تعافٍ جديدة 140 منها في محافظة الخليل، و10 في محافظة بيت لحم و20 في محافظة نابلس. - سجلت وزارة الصحة الفلسطينية وفاة مواطنين، الأول 54 عامًا من بلدة عناتا بالقدس، ومواطنة 75 عامًا من بلدة إذنا بالخليل. - بلغ عدد الحالات المُسجلة في أراضي دولة فلسطين 8,153 حالة منها 6,619 حالة نشطة، و1,487 حالة تماثلت للشفاء، وعدد الوفيات 47 حالة. - في 16 يوليو 2020: - سجلت وزارة الصحة الفلسطينية 463 إصابة جديدة بفيروس كورونا بعد إجرائها نحو 3,349 فحصًا لعينات مشتبه بها، توزعت كالتالي 147 في محافظة القدس، 44 في محافظة رام الله والبيرة، 182 في محافظة الخليل، 51 في محافظة بيت لحم، 4 في محافظة أريحا، 4 في محافظة نابلس، 6 في محافظة قلقيلية، 1 في محافظة جنين، و4 في محافظة سلفيت و20 في محافظة طوباس. - بلغ عدد الحالات الموجودة في غرف العناية المكثفة 17 حالة، تتلقى العلاجات وفق البروتوكول الفلسطيني، بينها 6 حالات موصولة بأجهزة التنفس الاصطناعي. - سجلت وزارة الصحة الفلسطينية وفاة مواطنة 83 عامًا ومواطن 76 عامًا من محافظة الخليل. - بلغ عدد الحالات المُسجلة في أراضي دولة فلسطين 8,616 حالة منها 7,080 حالة نشطة، و1,487 حالة تماثلت للشفاء، وعدد الوفيات 49 حالة. - في 17 يوليو 2020: - سجلت وزارة الصحة الفلسطينية 439 إصابة جديدة بفيروس كورونا بعد إجرائها نحو 4,246 فحصًا لعينات مشتبه بها، توزعت كالتالي 87 في محافظة القدس، 5 في محافظة رام الله والبيرة، 319 في محافظة الخليل، 6 في محافظة أريحا، 7 في محافظة نابلس، 2 في محافظة قلقيلية، 4 في محافظة جنين، و4 في محافظة سلفيت و5 في محافظة طوباس. - بلغ عدد الحالات الموجودة في غرف العناية المكثفة 16 حالة، تتلقى العلاجات وفق البروتوكول الفلسطيني، بينها 5 حالات موصولة بأجهزة التنفس الاصطناعي. - سجلت وزارة الصحة الفلسطينية 179 حالة تعافٍ جديدة 174 منها في محافظة الخليل، و5 في قطاع غزة. - سجلت وزارة الصحة الفلسطينية 6 حالات وفاة لمواطنين، 2 من الخليل و1 من بيت عوا في محافظة الخليل، 1 من دير الحطب في محافظة نابلس، و1 من مخيم الجلزون في محافظة رام الله والبيرة، و1 من الرام في محافظة القدس. - بلغ عدد الحالات المُسجلة في أراضي دولة فلسطين 9,055 حالة منها 7,334 حالة نشطة، و1,666 حالة تماثلت للشفاء، وعدد الوفيات 55 حالة. - قالت وزارة الصحة أنها اكتشفت حالات في مستشفيي الشهيد ياسر عرفات الحكومي والشهيد الدكتور خليل سليمان الحكومي، كما أنها أغلقتهما لغايات التعقيم وتم إعادة افتتاحهم لاحقًا بعد حجر الكادر والمرضى. - في 18 يوليو 2020: - سجلت وزارة الصحة الفلسطينية 532 إصابة جديدة بفيروس كورونا بعد إجرائها نحو 2,327 فحصًا لعينات مشتبه بها، توزعت كالتالي 151 في محافظة القدس، 52 في محافظة رام الله والبيرة، 199 في محافظة الخليل، 14 في محافظة بيت لحم، 2 في محافظة طولكرم، 22 في محافظة أريحا، 5 في محافظة نابلس، 58 في محافظة قلقيلية، 19 في محافظة جنين و10 في محافظة طوباس. - بلغ عدد الحالات الموجودة في غرف العناية المكثفة 16 حالة، تتلقى العلاجات وفق البروتوكول الفلسطيني، بينها 7 حالات موصولة بأجهزة التنفس الاصطناعي. - سجلت وزارة الصحة الفلسطينية 104 حالة تعافٍ جديدة 73 منها في محافظة الخليل، و29 في محافظة نابلس، و2 في محافظة جنين. - سجلت وزارة الصحة الفلسطينية 3 حالات وفاة لمواطنين من بيت كاحل وبيت عوا في محافظة الخليل، وفي العيزرية في محافظة القدس. - بلغ عدد الحالات المُسجلة في أراضي دولة فلسطين 9,587 حالة منها 7,759 حالة نشطة، و1,770 حالة تماثلت للشفاء، وعدد الوفيات 58 حالة. - في 19 يوليو 2020: - سجلت وزارة الصحة الفلسطينية 465 إصابة جديدة بفيروس كورونا بعد إجرائها نحو 3,791 فحصًا لعينات مشتبه بها، توزعت كالتالي 120 في محافظة القدس، 8 في محافظة رام الله والبيرة، 321 في محافظة الخليل، 1 في محافظة بيت لحم، 3 في محافظة نابلس، 6 في محافظة قلقيلية، 5 في محافظة جنين و1 في محافظة سلفيت. - بلغ عدد الحالات الموجودة في غرف العناية المكثفة 14 حالة، تتلقى العلاجات وفق البروتوكول الفلسطيني، بينها 4 حالات موصولة بأجهزة التنفس الاصطناعي. - سجلت وزارة الصحة الفلسطينية 325 حالة تعافٍ جديدة 315 منها في محافظة الخليل، و2 في محافظة نابلس، و3 في محافظة طولكرم و5 في محافظة بيت لحم. - سجلت وزارة الصحة الفلسطينية 4 حالات وفاة لمواطنين من مدينة الخليل ودورا والسموع وسعير في محافظة الخليل. - بلغ عدد الحالات المُسجلة في أراضي دولة فلسطين 10,052 حالة منها 7,895 حالة نشطة، و2,095 حالة تماثلت للشفاء، وعدد الوفيات 62 حالة. - في 20 يوليو 2020: - سجلت وزارة الصحة الفلسطينية 468 إصابة جديدة بفيروس كورونا، كما سجلت 3 وفيات جديدة. - بلغ عدد الحالات الموجودة في غرف العناية المكثفة 40 حالة، بينها 3 حالات موصولة بأجهزة التنفس الاصطناعي. - بلغ عدد الحالات المُسجلة في أراضي دولة فلسطين 10,520 حالة منها 8,425 حالة نشطة، و2,095 حالة تماثلت للشفاء، وعدد الوفيات 65 حالة. - في 21 يوليو 2020: - سجلت وزارة الصحة الفلسطينية 403 إصابة جديدة بفيروس كورونا، كما سجلت 2 وفيات جديدة. - بلغ عدد الحالات الموجودة في غرف العناية المكثفة 40 حالة، بينها 4 حالات موصولة بأجهزة التنفس الاصطناعي. - سجلت وزارة الصحة الفلسطينية 11 حالة تعافٍ جديدة. - بلغ عدد الحالات المُسجلة في أراضي دولة فلسطين 10,923 حالة منها 8,817 حالة نشطة، و2106 حالة تماثلت للشفاء، وعدد الوفيات 67 حالة. - في 22 يوليو 2020: - سجلت وزارة الصحة الفلسطينية 356 إصابة جديدة بفيروس كورونا. - بلغ عدد الحالات المُسجلة في أراضي دولة فلسطين 11,279 حالة منها 9,173 حالة نشطة، و2106 حالة تماثلت للشفاء، وعدد الوفيات 67 حالة. - في 23 يوليو 2020: - سجلت وزارة الصحة الفلسطينية 596 إصابة جديدة بفيروس كورونا، كما سجلت 3 وفيات جديدة. - بلغ عدد الحالات الموجودة في غرف العناية المكثفة 16 حالة، بينها 5 حالات موصولة بأجهزة التنفس الاصطناعي. - سجلت وزارة الصحة الفلسطينية 1270 حالة تعافٍ جديدة. - بلغ عدد الحالات المُسجلة في أراضي دولة فلسطين 11,848 حالة منها 8,496 حالة نشطة، و3376 حالة تماثلت للشفاء، وعدد الوفيات 70 حالة. - في 24 يوليو 2020: - سجلت وزارة الصحة الفلسطينية 537 إصابة جديدة بفيروس كورونا، كما سجلت 3 وفيات جديدة. - سجلت وزارة الصحة الفلسطينية 235 حالة تعافٍ جديدة. - بلغ عدد الحالات المُسجلة في أراضي دولة فلسطين 12,385 حالة منها 8,496 حالة نشطة، و3611 حالة تماثلت للشفاء، وعدد الوفيات 73 حالة. - في 25 يوليو 2020:[بحاجة لمصدر] - سجلت وزارة الصحة الفلسطينية 382 إصابة جديدة بفيروس كورونا، كما سجلت حالة وفاة جديدة. - بلغ عدد الحالات الموجودة في غرف العناية المكثفة 15 حالة، بينها 3 حالات موصولة بأجهزة التنفس الاصطناعي. - سجلت وزارة الصحة الفلسطينية 627 حالة تعافٍ جديدة. - بلغ عدد الحالات المُسجلة في أراضي دولة فلسطين 12,767 حالة منها 8,459 حالة نشطة، و4234 حالة تماثلت للشفاء، وعدد الوفيات 74 حالة. - في 26 يوليو 2020: - في 27 يوليو 2020: - في 28 يوليو 2020: - في 29 يوليو 2020: - في 30 يوليو 2020: - في 31 يوليو 2020: |

### أغسطس
في 11 أغسطس 2020: فتحت مصر معبر رفح لأول مرة منذ خمسة أشهر بعد إغلاقه جراء جائحة فيروس كورونا، حيث سمحت بمرور الفلسطينيين الذين يحملون جوازات سفر أجنبية أو تصاريح إقامة أجنبية أو لديهم احتياجات طبية طارئة بالعبور فقط ولمدة ثلاث أيام، كما سيدخل العائدين إلى قطاع غزة في حجر صحي لمدة 21 يومًا.

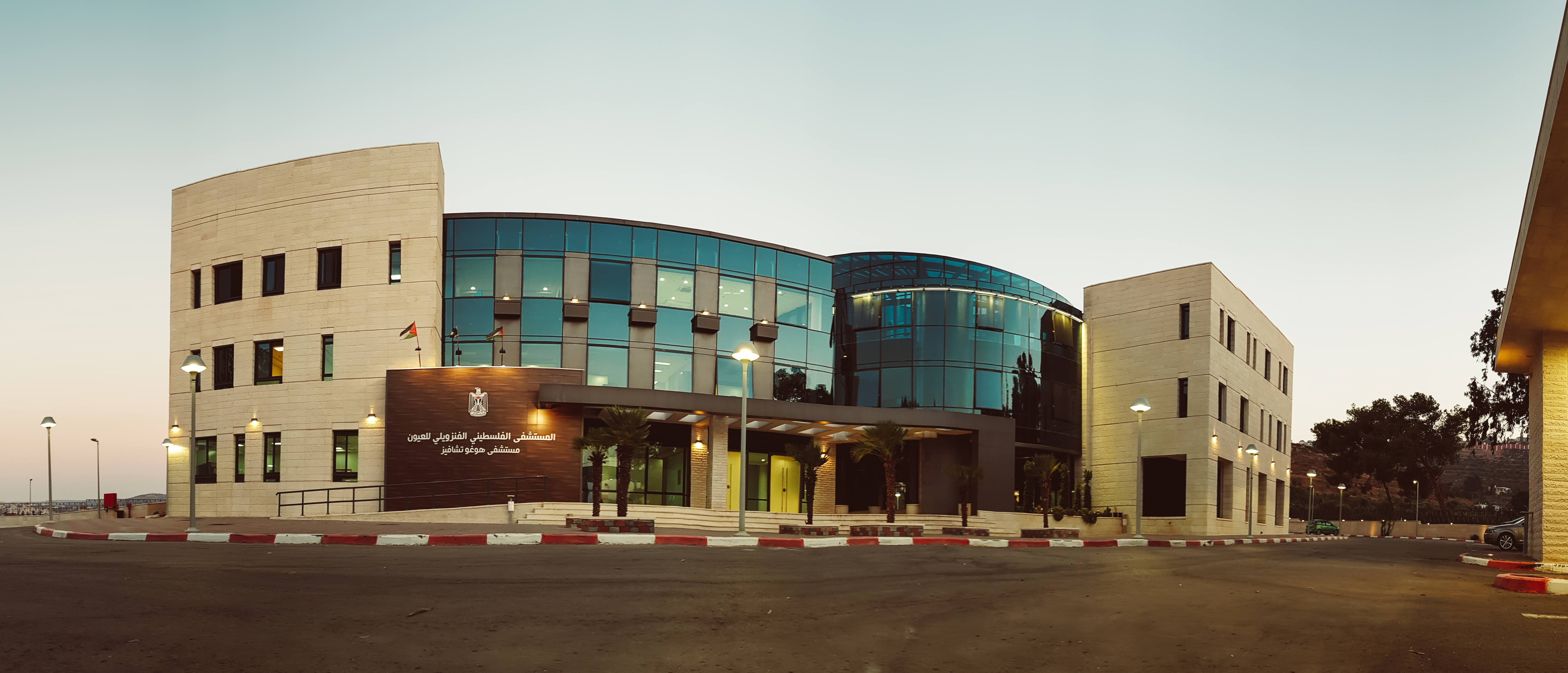
مستشفى هوغو تشافيز في 3 أغسطس 2020، وهو يُستخدم مركزًا لعلاج حالات مرض فيروس كورونا في فلسطين

## الجاليات الفلسطينية
- في 28 مارس 2020: أعلنت وزارة الخارجية والمغتربين الفلسطينية وفاة فلسطيني وإصابة ثلاثة آخرين بسبب مرض فيروس كورونا في السويد.[263]
- في 29 مارس 2020: أعلنت وزارة الخارجية والمغتربين الفلسطينية إصابة 12 فلسطيني في إيطاليا بمرض فيروس كورونا.[264]
- في 2 أبريل 2020: ذكرت الخارجية الفلسطينية أن سفارتها لدى البرازيل سجلت إصابة 3 فلسطينيين بمرض فيروس كورونا، كما أكدت بعثتها لدى النمسا وفاة فلسطيني يحمل الجنسية النمساوية، بالإضافة إلى إصابة 4 فلسطينيين في إسبانيا، اثنان منهم من طاقم السفارة.[265]
- في 4 أبريل 2020: قالت سفارة دولة فلسطين لدى مصر أنه تم تسجيل إصابة لفلسطيني غير مقيم في مصر عائد من السعودية.[266]
- في 8 أبريل 2020: قالت وزارة الخارجية والمغتربين الفلسطينية أنها رصدت حتى تاريخ اليوم وفاة 23 فلسطينيًا وإصابة 500 آخرين نتيجة مرض فيروس كورونا حول العالم.[267][268]
- في 5 مايو 2020، أصدرت المديرية العامة للأمن العام اللبناني تعميمًا إلى طيران الشرق الأوسط الناقل الجوي الوطني اللبناني بتعديل المقصود باللبنانيين العائدين إلى عائلة اللبناني (زوج، زوجة، أولاد) من دون السماح بمرافقة الخدم، والأشخاص من التابعية الفلسطينية اللاجئة في لبنان.[269][270]
- حتى 12 يوليو 2020، سُجلت 3,472 إصابة في الجاليات الفلسطينية حول العالم، تماثل 1,476 منهم للشفاء وتُوفي 175 مريضًا.[271]

### إجلاء الرعايا
- في 28 يونيو 2020: أعلنت وزارة الخارجية والمغتربين الفلسطينية عن إجلاء العالقين في روسيا ويقدر عددهم حوالي 246.[272]

## إحصائيات

### نظرة عامة
يوضح الجدول أدناه الحالات المؤكدة لمرض فيروس كورونا 2019 في دولة فلسطين حسب المحافظة
| إحصائيات مرض فيروس كورونا 2019 في دولة فلسطين حسب المحافظة حتى مساء 8 يوليو 2020 | إحصائيات مرض فيروس كورونا 2019 في دولة فلسطين حسب المحافظة حتى مساء 8 يوليو 2020 | إحصائيات مرض فيروس كورونا 2019 في دولة فلسطين حسب المحافظة حتى مساء 8 يوليو 2020 | إحصائيات مرض فيروس كورونا 2019 في دولة فلسطين حسب المحافظة حتى مساء 8 يوليو 2020 | إحصائيات مرض فيروس كورونا 2019 في دولة فلسطين حسب المحافظة حتى مساء 8 يوليو 2020 | إحصائيات مرض فيروس كورونا 2019 في دولة فلسطين حسب المحافظة حتى مساء 8 يوليو 2020 |
| المحافظة                                                                         | المحافظة                                                                         | الإصابات                                                                         | الحالات النشطة                                                                   | المُتعافون                                                                        | الوفيات                                                                          |
| -------------------------------------------------------------------------------- | -------------------------------------------------------------------------------- | -------------------------------------------------------------------------------- | -------------------------------------------------------------------------------- | -------------------------------------------------------------------------------- | -------------------------------------------------------------------------------- |
| محافظة القدس                                                                     | مدينة القدس المحتلة                                                              | 538                                                                              | 360                                                                              | 174                                                                              | 4                                                                                |
| محافظة القدس                                                                     | ضواحي القدس                                                                      | 282                                                                              | 142                                                                              | 139                                                                              | 1                                                                                |
| محافظة جنين                                                                      | محافظة جنين                                                                      | 15                                                                               | 6                                                                                | 8                                                                                | 1                                                                                |
| محافظة طوباس                                                                     | محافظة طوباس                                                                     | 3                                                                                | 3                                                                                | 0                                                                                | 0                                                                                |
| محافظة طولكرم                                                                    | محافظة طولكرم                                                                    | 33                                                                               | 27                                                                               | 6                                                                                | 0                                                                                |
| محافظة نابلس                                                                     | محافظة نابلس                                                                     | 207                                                                              | 169                                                                              | 37                                                                               | 1                                                                                |
| محافظة قلقيلية                                                                   | محافظة قلقيلية                                                                   | 23                                                                               | 6                                                                                | 17                                                                               | 0                                                                                |
| محافظة سلفيت                                                                     | محافظة سلفيت                                                                     | 6                                                                                | 5                                                                                | 1                                                                                | 0                                                                                |
| محافظة رام الله والبيرة                                                          | محافظة رام الله والبيرة                                                          | 149                                                                              | 72                                                                               | 77                                                                               | 0                                                                                |
| محافظة أريحا                                                                     | محافظة أريحا                                                                     | 15                                                                               | 14                                                                               | 1                                                                                | 0                                                                                |
| محافظة بيت لحم                                                                   | محافظة بيت لحم                                                                   | 347                                                                              | 288                                                                              | 59                                                                               | 0                                                                                |
| محافظة الخليل                                                                    | محافظة الخليل                                                                    | 3877                                                                             | 3773                                                                             | 89                                                                               | 15                                                                               |
| محافظات قطاع غزة                                                                 | محافظات قطاع غزة                                                                 | 72                                                                               | 11                                                                               | 60                                                                               | 1                                                                                |
| مجموع الحالات المُسجلة لدى وزارة الصحة الفلسطينية                                 | مجموع الحالات المُسجلة لدى وزارة الصحة الفلسطينية                                 | 5029                                                                             | 4516                                                                             | 494                                                                              | 19                                                                               |
| مجموع الحالات المعروفة لدى وزارة الصحة الفلسطينية في مدينة القدس المحتلة*        | مجموع الحالات المعروفة لدى وزارة الصحة الفلسطينية في مدينة القدس المحتلة*        | 538                                                                              | 360                                                                              | 174                                                                              | 4                                                                                |
| المجموع العام                                                                    | المجموع العام                                                                    | 5567                                                                             | 4876                                                                             | 668                                                                              | 23                                                                               |
| مصدر البيانات: - المرصد الإلكتروني لفيروس كوررونا، وزارة الصحة الفلسطينية.       |                                                                                  |                                                                                  |                                                                                  |                                                                                  |                                                                                  |

ملاحظة:
- سيتم سرد عدد حالات مدينة القدس المحتلة بشكل منفصل عن إحصائيات وزارة الصحة الفلسطينية، كونها منطقة احتلتها إسرائيل عنوةً عام 1967، وكون المصابين فيها يتم تسجيلهم وعلاجهم ضمن مؤسسات دولة الاحتلال الإسرائيلي.

## الاستجابات

### إجراءات رئاسية
- في 5 مارس 2020: أصدر رئيس دولة فلسطين محمود عباس مرسومًا رئاسيًا يقضي بإعلان حالة الطوارئ في الأراضي الفلسطينية لمدة شهر كامل لمواجهة مرض فيروس كورونا 2019.[273][274] وفي 3 أبريل 2020 جدد مرسوم رئاسي إعلان حالة الطوارئ لمدة شهر جديدة.[275]
- في 22 مارس 2020: ذكر الناطق باسم الرئاسة الفلسطينية نبيل أبو ردينة أن رئيس دولة فلسطين أصدر مرسومًا رئاسيًا بالعفو الخاص عمن أمضى نصف محكوميته في القضايا الجناحية والجنائية باستثناء الجنايات الخطرة مع احتفاظ حق المجني عليه بالادعاء المدني وذلك في ظل مخاطر انتشار مرض فيروس كورونا في الأراضي الفلسطينية.[276][277] وفي 6 أبريل 2020 تم الإفراج عن 125 سجينًا شمل محكومين من محافظات الضفة الغربية كافة.[278]
- في 8 أبريل 2020: أصدر الرئيس الفلسطيني محمود عباس توجيهاته إلى رئيس الوزراء محمد اشتية لبدء العمل وفق أحكام قانون موازنة الطوارئ العامة.[279]
- في 5 مايو 2020: أصدر الرئيس الفلسطيني محمود عباس مرسومًا رئاسيًا يقضي بإعلان حالة الطوارئ من جديد في الأراضي الفلسطينية ولمدة شهر.[280] كما جدد إعلانها في 3 يونيو 2020 لمدة شهر.[281] وأيضًا في 5 يوليو 2020 جددها لمدة ثلاثين يومًا.[282]

### إجراءات وزارية
- استنادًا إلى إعلان حالة الطوارئ، أعلن محافظوا المحافظات الفلسطينية كل على حدة إجراءات عدة لمنع التجمعات، بإصدارهم قرارات بإغلاق المقاهي، وصالات الأفراح، ومقاهي الإنترنت وألعاب الفيديو، وإغلاق المرافق الرياضية، والمطاعم، والدواوين، والمسارح ودور السينما والحدائق العامة، كما منعوا زيارات المرضى في المستشفيات حفاظًا على الصحة العامة ومنعًا لانتشار مرض فيروس كورونا.[283][284][285]
- في 6 مارس 2020، علقت وزارة النقل والمواصلات العمل في مديرية محافظة بيت لحم حتى إشعار آخر.[286] كما أعلنت إيقاف تقديم امتحانات السياقة النظرية في المحافظات كافة حتى إشعار آخر.[287]
- في 8 مارس 2020: قرر المجلس الأعلى للشباب والرياضة تعليق ماراثون فلسطين الدولي الثامن، والأنشطة الكشفية الخاصة بإحياء ذكرى الإسراء والمعراج كافة، والمخيمات والمعسكرات الشبابية والدورات التدريبية كافة، كما يتم تعقد مباريات دوريات كرة القدم لجميع الدرجات حسب الجداول المعلنة وبدون حضور جماهيري مع استثناء بعض المناطق بعد التشاور مع جهات الاختصاص.[288]
- 9 مارس 2020: قررت وزارة الداخلية الفلسطينية تمديد صلاحية توقيع الجمعيات الخيرية والهيئات الأهلية لدى البنوك لمدة شهر.[289]
- 10 مارس 2020: قررت سلطة الترخيص في وزارة النقل والمواصلات الفلسطينية تمديد سريان رخص القيادة التي انتهت في 5 مارس بشكل استثنائي حتى 5 أبريل.[290]

### الحجر الإلزامي
- في 22 مارس 2020: قرر رئيس وزراء دولة فلسطين محمد اشتية منع التنقل بين المحافظات الفلسطينية وإليها من القرى والبلدات نهائيًا باستثناء الحالات المرضية والطارئة، وفرض الحجر الإلزامي للمواطنين ابتداءً من الساعة العاشرة مساءً من يوم 22 مارس 2020، بالإضافة إلى وضع القادمين كافة من الخارج تحت الحجر الإجباري، ومنع وصول العمال الفلسطينيين في إسرائيل إلى أماكن عملهم، وغلق مديريات الوزرات كافة باستثناء الصحة والاقتصاد الوطني والتنمية الاجتماعية والمالية والشؤون المدنية، وتُنشر قوات الشرطة الفلسطينية والأمن الوطني الفلسطيني بإسناد الأجهزة الأمنية الفلسطينية الأخرى لتطبيق كامل الإجراءات التي ستستمر لمدة 14 يومًا.[291][292]
- في 23 مارس 2020، أعلن الناطق باسم الحكومة الفلسطينية إبراهيم ملحم أن «جميع الأعمال التجارية في ا لمحافظات كافة ستتوقف من الساعة 7 مساءً وحتى الساعة 7 صباحًا، اعتبارًا من ليلة 23 مارس، باستثناء المخابز والصيدليات.»[293][294]
- في 2 أبريل 2020: أعلن رئيس الوزراء محمد اشتية تقليص ساعات الحركة في المحافظات بين 10 صباحًا حتى 5 مساءً.[295]

## إجراءات التخفيف الاقتصادية التدريجية
- في 20 أبريل 2020: أعلن رئيس وزراء دولة فلسطين محمد اشتية عن حزمة من التسهيلات الحكومية للتخفيف من الأثار والتداعيات الاقتصادية، أصبحت فيها فترة الحركة من الساعة 10 صباحًا حتى الساعة 7:30 مساءً، والسماح للمنشآت المُشغلة لثلاث أشخاص أو أقل العمل بما يشمل الزراعة والأغذية، والمهن، وقطاع الإنشاء، ومصانع التصدير بالإضافة إلى مؤسسات الاتصالات والملابس ومركبات النقل بشروط صحية مشددة واقتصادية وأمنية. يبقى العمل في المصارف في محافظات رام الله والبيرة والقدس وبيت لحم والخليل بوتيرة حالة الطوارئ، وتعمل المصارف في المحافظات المتبقية بوتيرة 60%، وتبقى المؤسسات التعليمية وأماكن العبادة مغلقة.[296]
- في 27 أبريل 2020: قررت وزارة النقل والمواصلات فتح مديرياتها في محافظات شمال الضفة الغربية ومحافظة أريحا يومي الاثنين والأربعاء أسبوعيًا، بحيث تُقدم هذه الخدمات لمواطني هذه المحافظات كل في محافظته، مع مراعاة المعايير الصحية وإجراءات السلامة.[297] وفي 4 مايو 2020 قررت الوزارة فتح المديريات طوال أيام الأسبوع بنفس إجراءات الخدمات والمعايير الصحية.[298]

## مبادرات
- في 6 مارس 2020: خصصت مجموعة الاتصالات الفلسطينية بالتعاون مع وزارتي الصحة والاتصالات وتكنولوجيا المعلومات الرقم المجاني (1800000888) للاستفسار والتبليغ عن الإصابات المحتملة بمرض فيروس كورونا 2019.[299] وفي في 9 مارس 2020: قدمت المجموعة نصف مليون دولار لدعم الحكومة الفلسطينية في ظل حالة الطوارئ.[300] وفي 14 مارس 2020، أعلنت المجموعة إطلاقها مبادرة لأساتذة الجامعات والمعاهد لدعم وتمكين التعليم عن بعد في فلسطين، وأنها ستضاعف سرعه الإنترنت للمواطنين مجانًا.[301][302]
- في 14 مارس 2020: جهز مستشفى كاريتاس للأطفال بالتعاون مع وزارة الصحة الفلسطينية مختبرًا في مدينة بيت لحم لإجراء الفحوصات الخاصة بفيروس كورونا.[303]
- في 16 مارس 2020: سلمت جامعة النجاح الوطنية جهازًا متطورًا لفحص العينات المشتبه بإصابتها بمرض فيروس كورونا 2019 إلى وزارة الصحة الفلسطينية.[304]
- في 24 مارس 2020: قدم رائد الأعمال الفلسطيني منيب المصري مبلغًا ماليًا بقيمة مليون دولار؛ لصالح توفير المواد الغذائية والعلاجية، ولمساندة الحكومة في مكافحة جائحة فيروس كورونا.[305]
- في 29 مارس 2020: أعلن مجلس إدارة بنكي الإسلامي الفلسطيني والوطني دعمها الحكومة الفلسطينية بمبلغ قيمته مليوني شيكل لمواجهة تداعيات جائحة فيروس كورونا.[306]
- في 2 أبريل 2020: صادق الرئيس الفلسطيني محمود عباس على تشكيل صندوق «وقفة عز» والذي سيقوم بجمع التبرعات وإنفاقها في المجالات الطبية والاجتماعية لمواجهة تداعيات جائحة فيروس كورونا.[307]

### مساعدات

#### المساعدات المحلية
منذ تأكيد وزارة الصحة الفلسطينية إصابة سبع حالات بمرض فيروس كورونا في 5 مارس 2020 في أحد فنادق مدينة بيت جالا بمحافظة بيت لحم، بدأت المبادرات الاجتماعية في محافظات دولة فلسطين إرسال مساعدات إلى محافظة بيت لحم، دعمًا لها نتيجة الإغلاق الذي تشهده، كان أبرزها.
- في 8 مارس 2020: أرسلت غرفة تجارة وصناعة وزراعة الخليل مساعداتٍ تتألف من صناديق ماء، ومعقمات وأدوات ومستهلكات طبية إلى محافظة بيت لحم دعمًا لها.[309]
- في 10 مارس 2020: قدمت بلدية سلفيت طنين من زيت الزيتون دعمًا وإسنادًا للمواطنين في بيت لحم.[310]
- في 12 مارس 2020: قدم مكتب الرئاسة الفلسطينية نحو 2,500 طرد غذائي لصالح العائلات الأكثر تضررًا من إغلاق مدينة بيت لحم.[311]
- في 15 مارس 2020: أرسلت مبادرة «جسر المحبة من نابلس جبل النار إلى بيت لحم مدينة السلام» 15 طنًا من الخضراوات والفواكة إلى محافظة بيت لحم.[312]

#### المساعدات الدولية
- في 9 مارس 2020، قدمت دولة قطر دعمًا ماليًا لدولة فلسطين بقيمة 10 مليون دولار لمساعدتها في مواجهة جائحة فيروس كورونا.[313]
- في 16 مارس 2020: شكر رئيس وزراء دولة فلسطين محمد اشتية الكويت على دعمها لحكومته بمبلغ 5,5 مليون دولار؛ وذلك لمساعدتها في التغلب على جائحة فيروس كورونا.[314][315]
- في 1 أبريل 2020: شكر رئيس وزراء دولة فلسطين محمد اشتية شركة دار الحكمة للأدوية الأردنية لإرسالها 40 ألف حبة دواء من علاج متوقع لمرض فيروس كورونا.[316]
- في 3 أبريل 2020: أعلن البنك الدولي عن منحة الحكومة الفلسطينية 6 ملايين دولار لإسناد جهودها في مواجهة جائحة فيروس كورونا.[317]
- في 5 أبريل 2020: قدمت مجموعة القدس للمستحضرات الطبية وشركة دار الشفاء علاجات ومضادات الحيوية لوزارة الصحة الفلسطينية.[318]
- في 8 أبريل 2020: قدمت المملكة المتحدة دعمًا ماليًا بقيمة مليون دولار إلى وزارة الصحة الفلسطينية لمساندتها في مواجهة جائحة فيروس كورونا.[319]
- في 10 أبريل 2020: أعلن الاتحاد الأوروبي عن تخصيصه 71 مليون يورو ضمن حزمة مساعدات مالية لدعم الحكومة الفلسطينية في مواجهة جائحة فيروس كورونا.[320]
- في 28 مايو 2020، سلمت مؤسسة روزانا الأسترالية وزارة الخارجية والمغتربين الفلسطينية عشرين جهازًا للتنفس الاصطناعي لصالح وزارة الصحة الفلسطينية.[321]

## أبرز وفيات جائحة كوفيد 19
- في 3 أبريل 2020: أعلنت وزارة الخارجية والمغتربين الفلسطينية وفاة الطبيب هشام يوسف حمد والمقيم في إسبانيا، وهو من بلدة بيت حانون شمال قطاع غزة متأثرًا بإصابته بمرض فيروس كورونا.[322]
- في 8 أبريل 2020: نعى رئيس دولة فلسطين محمود عباس الطبيب الفلسطيني إلياس خير الذي توفي في إيطاليا نتيجة مرض فيروس كورونا.[323]
- في 15 أغسطس 2020: تُوفي جبر خضير البيتاوي المحاضر والأكاديمي الفلسطيني في جامعة النجاح الوطنية نتيجة مرض فيروس كورونا.[324]
- في 10 نوفمبر 2020: توفي صائب عريقات، سياسي فلسطيني يُعرف بلقب «كبير المفاوضين الفلسطينيين».
- في 24 ديسمبر 2020: توفي يوسف أبو صفية، سياسي فلسطيني وأحد أعضاء حركة فتح، كان وزيرًا للبيئة ورئيسًا لسلطة جودة البيئة.
- في 1 فبراير 2021 : توفي عبد الستار قاسم، كاتب ومفكر ومحلل سياسي فلسطيني وأكاديمي بجامعة االنجاح الوطنية، توفي في مستشفى النجاح الوطني الجامعي إثر إصابته بفيروس كوفيد 19.[325]

## اللقاحات
بدأت وزارة الصحة الفلسطينية عملية التطعيم لاقاح فايزر ضد كوفيد 19 في 2 فبراير 2021.

## معرض صور

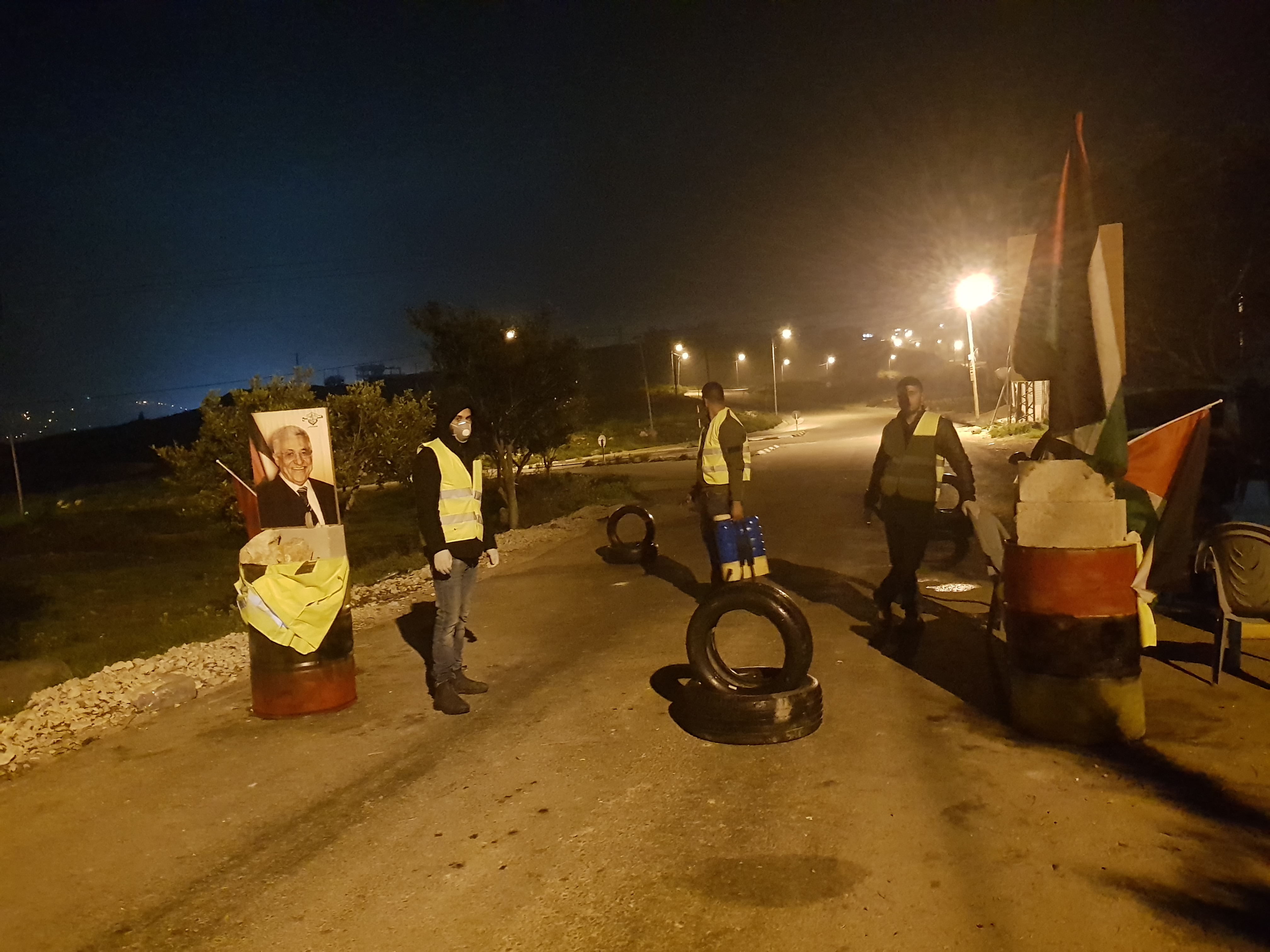
حاجز لجنة طوارئ قوصين المحلية
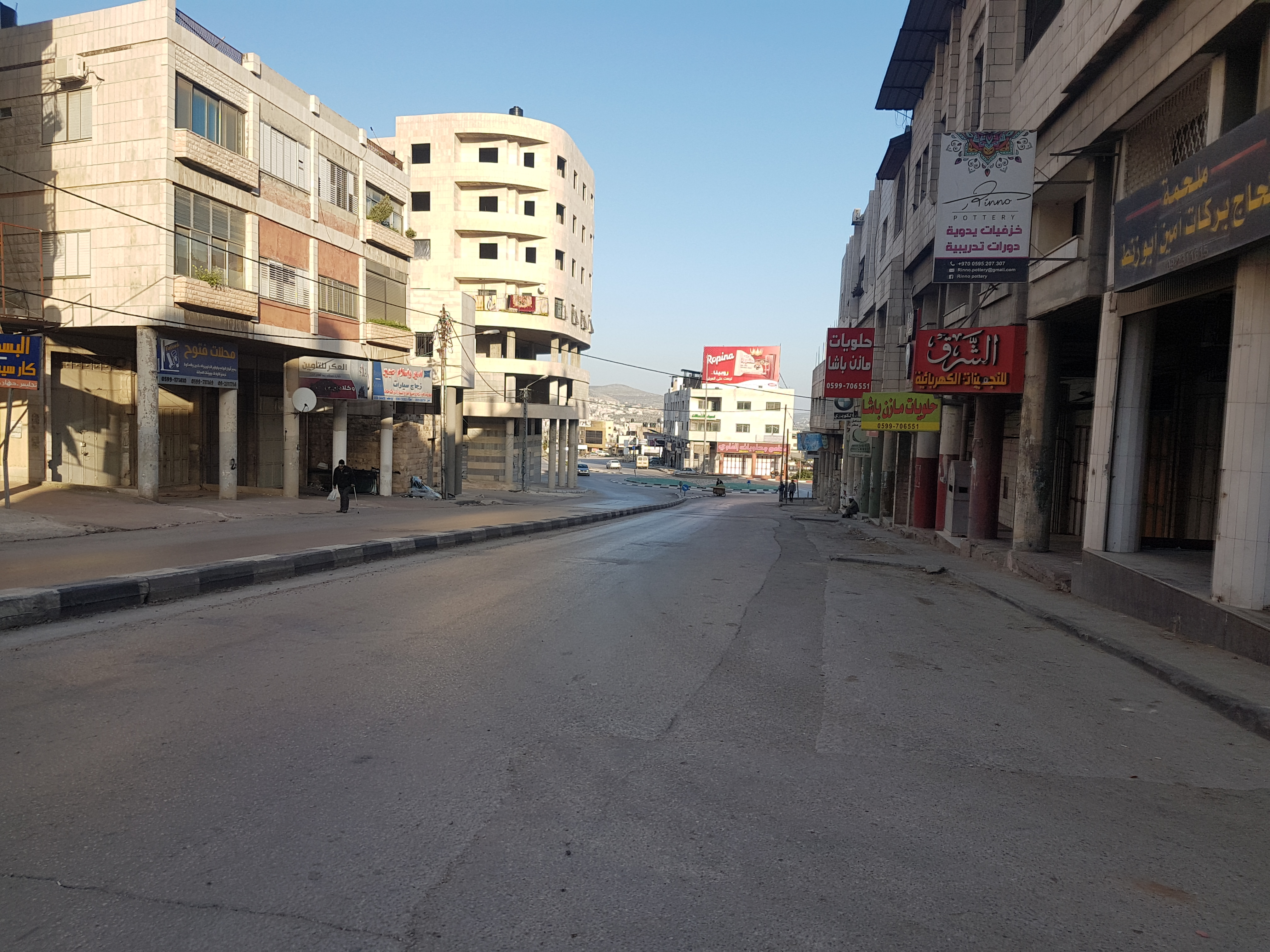
شارع عمان بمدينة نابلس خالٍ من الحركة تطبيقًا للحجر الإلزامي
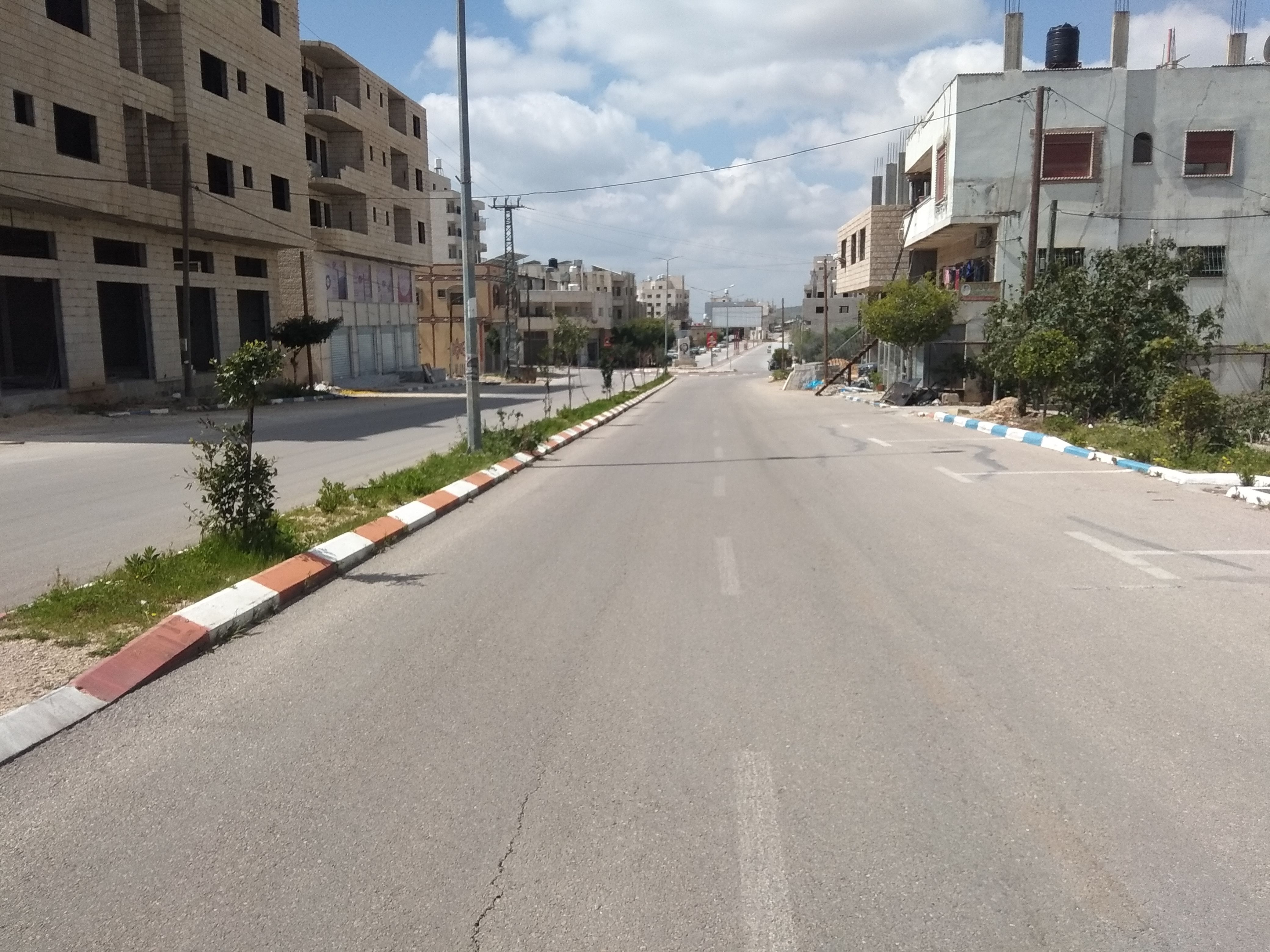
شارع المدينة المنورة بمدينة سلفيت خالٍ من الحركة تطبيقًا للحجر الإلزامي
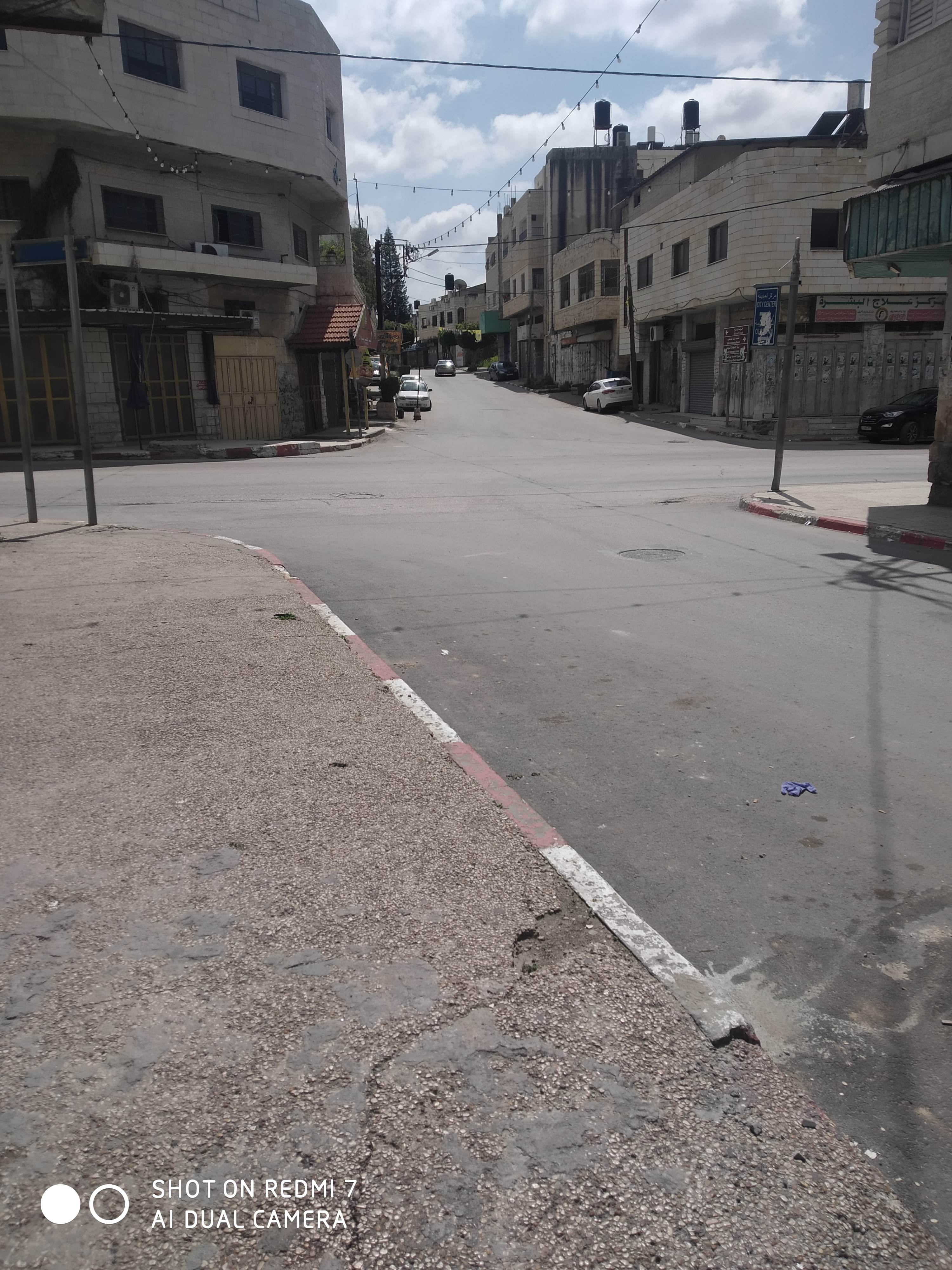
السوق العام بمدينة طولكرم خالٍ من الحركة تطبيقًا للحجر الإلزامي

## وصلات خارجية
- المرصد الإلكتروني لكوفيد 19
- تحديثات منظمة الصحة العالمية حول فلسطين
- البروتوكول الوطني الفلسطيني للإجراءات التشخيصية والعلاجية لوباء كوفيد 19